# Anschlussstelle (Autobahn)

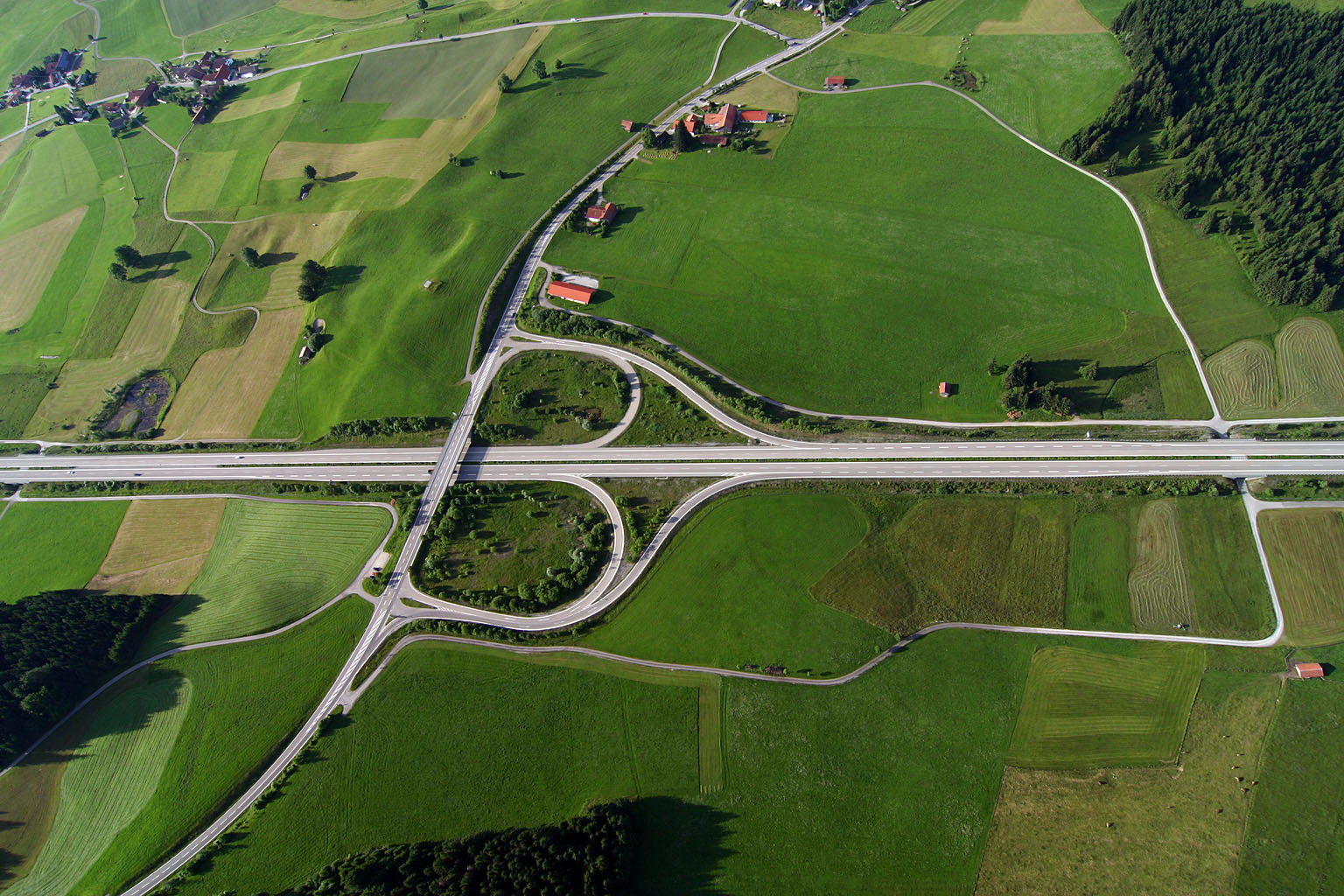
Anschlussstelle

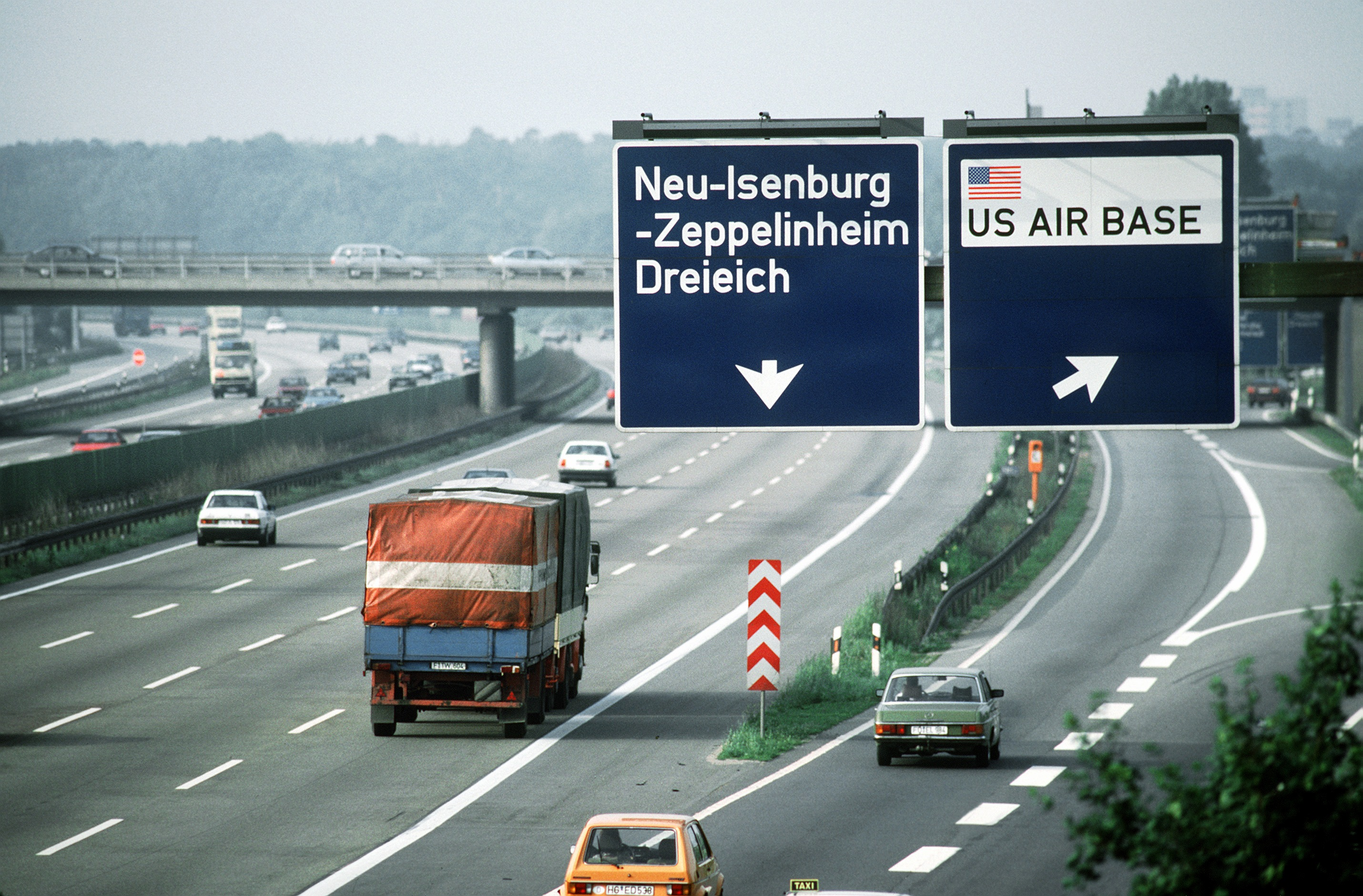
A 5 Anschlussstelle Zeppelinheim (Deutschland, 1988)

Zeichen 448 der deutschen StVO

Signal 4.59: Nummerntafel für Anschlüsse (Schweiz)

Eine Anschlussstelle (Symbol in Deutschland: , Kurzbezeichnung AS, in Österreich ASt) ist ein mindestens zur Autobahn planfreier, überwiegend teilplanfreier Knotenpunkt, der Autobahnen mit dem nachgeordneten Straßennetz verbindet. Den Begriff verwendet man auch bei anderen kreuzungsfrei ausgeführten Straßen wie Autostraßen (autobahnähnlichen Straßen), Schnellstraßen oder solchen Teilstücken wie Umfahrungen und Tunneln.
Eine Anschlussstelle als Anbindung an das hochrangige Straßennetz verbessert die Verkehrsinfrastruktur eines Gebiets und ist somit ein wichtiger Standortfaktor für die Wirtschaft. Sie besteht aus einer Auffahrt (Autobahnauffahrt), auch Einfahrt (Autobahneinfahrt), und einer Ausfahrt (Autobahnausfahrt), auch Abfahrt (Autobahnabfahrt), an beiden Richtungsfahrbahnen und ist so angelegt, dass der fließende Verkehr auf der Autobahn nicht beeinträchtigt wird. Dazu gibt es bei der Abfahrt einen neben der Autobahn verlaufenden Verzögerungsstreifen, der den abfahrenden Fahrzeugen die Reduzierung der Geschwindigkeit ermöglicht, um die Abfahrt sicher zu durchfahren. Bei der Auffahrt dient ein Beschleunigungsstreifen zum Erreichen der auf der Autobahn gefahrenen Geschwindigkeit, damit sich einfahrende Fahrzeuge in den fließenden Verkehr einordnen können. Verzögerungs- und Beschleunigungsstreifen sind jeweils durch Fahrbahnmarkierungen von der Autobahn getrennt. In Baustellenbereichen und dicht bebauten Gebieten können Beschleunigungs- und Verzögerungsstreifen extrem verkürzt sein oder gar ganz entfallen.

## Bezeichnungen
In der Schweiz lauten die Bezeichnungen für eine Autobahn-Auffahrt Autobahn-Einfahrt (wie französisch entrée/italienisch entrata), die Abfahrt entsprechend Ausfahrt (wie französisch sortie/italienisch uscita). Der Begriff Auffahrt bezeichnet in der Schweiz den christlichen Feiertag Christi Himmelfahrt, Abfahrt eine Disziplin im Skisport oder den Zeitpunkt einer Wegfahrt (z. B. bei der Bahn).

## Benennung und Nummerierung
Benannt sind Anschlussstellen im deutschsprachigen Raum in der Regel nach einem nahen Ort oder Gemeinde (nicht zwingend dem baulich nächsten), vereinzelt auch nach angeschlossenen Regionen.
Zusätzlich ist jeder Anschlussstelle eine Nummer zugeordnet, was orts- oder sprachfremden Fahrern die Orientierung erleichtert.
In der Schweiz und in Deutschland hat jede Anschlussstelle eine sequenzielle Nummer (relative Nummerierung), die im Normalfall für jede Autobahn bei 1 beginnt, wobei auch Autobahnkreuze und Autobahndreiecke mitgezählt werden. Bei Doppelanschlussstellen oder Anschlussstellen innerhalb eines Knotenpunktes kann auch eine gemeinsame Nummer für mehrere Ausfahrten vergeben werden. Wird zwischen zwei bestehenden Anschlussstellen eine weitere errichtet, wird die Nummerierung mit nachgestellten Buchstaben erweitert (etwa 23 – 24a – 24b – 25 auf der A 27 zwischen Achim und Verden).
In Österreich, der Slowakei, Tschechien, Ungarn und anderen Ländern dagegen entspricht die Exit-Nummer dem laufenden Autobahnkilometer der Anschlussstelle (absolute Nummerierung). Das hat den Vorteil, dass man als Nutzer mit der Nummer der Anschlussstelle und zusätzlich mit der amtlichen Autobahnkilometrierung laufend über den Stand der zurückgelegten/zurückzulegenden Entfernungen informiert ist, auch muss das Nummerierungsschema für nachträglich errichtete Anschlussstellen nicht angepasst oder erweitert werden.

## Bauformen
| Farblegende für die nachfolgenden Skizzen Umgebung Entfernte / zu bauende Straße Fahrbahn / Straße Neue Fahrbahn Fahrbahnmarkierung Brücke Gehweg / weitere Verkehrsart US-Highway-Beschilderung Autobahnbeschilderung |

Es gibt verschiedene Bauformen von Anschlussstellen, die je nach den topografischen Voraussetzungen und dem Verkehrsaufkommen unterschiedlich ausfallen können. Meist führt der Autobahnzubringer über eine Brücke über die Autobahn, was die für die Fahrzeuge energieeffizientere Variante ist. Vor allem in dicht bebauten Gebieten führt manchmal die Autobahn über den Zubringer hinweg. Üblicherweise finden sich die Abfahrten auf der rechten Fahrbahnseite, selbst wenn die Abfahrt auf eine Straße führt, die nach links verläuft. Es gibt in Deutschland nur wenige Anschlussstellen, die nach links weggeführt werden. Die Wahl der Bauform beinhaltet Baukosten (Flächenverbrauch, Asphalt- und Brückenfläche), Verkehrssicherheit und die Kapazität (Verkehrsmengen je Richtung), ferner die Warte- und Fahrzeit je Fahrzeug sowie die damit verbundene wirtschaftliche und Umweltbilanz sowie Betriebskosten wie die Lebensdauer des Asphaltes und der Betrieb und die Instandhaltung von Ampelanlagen. Bei den in Deutschland vorkommenden Formen von Anschlussstellen dominieren diese, bei denen drei Verkehrsrichtungen im Konflikt stehen. Dementsprechend ist die Leistungsfähigkeit des Zubringers betroffen.
In Ballungsgebieten sind gelegentlich Anschlussstellen anzutreffen, die nur das Auf- oder Abfahren in eine Richtung erlauben. Das sind Halb- und unvollständige Anschlussstellen, sogenannte Teilanschlussstellen. Häufig sind an den beiden Richtungsfahrbahnen auch unterschiedliche Bauformen von Ab- und Auffahrt vorhanden.

Holländerrampen

Vier Direktrampen mit S-förmigen Kurven

### Parallelrampen
Die Abfahrt verläuft vor der Querung der Zubringerstraße. Auf der anderen Straßenseite führt die Auffahrt auf die Autobahn. Dadurch entstehen zwei Kreuzungen mit je einer Einbahnstraße auf dem Zubringer.

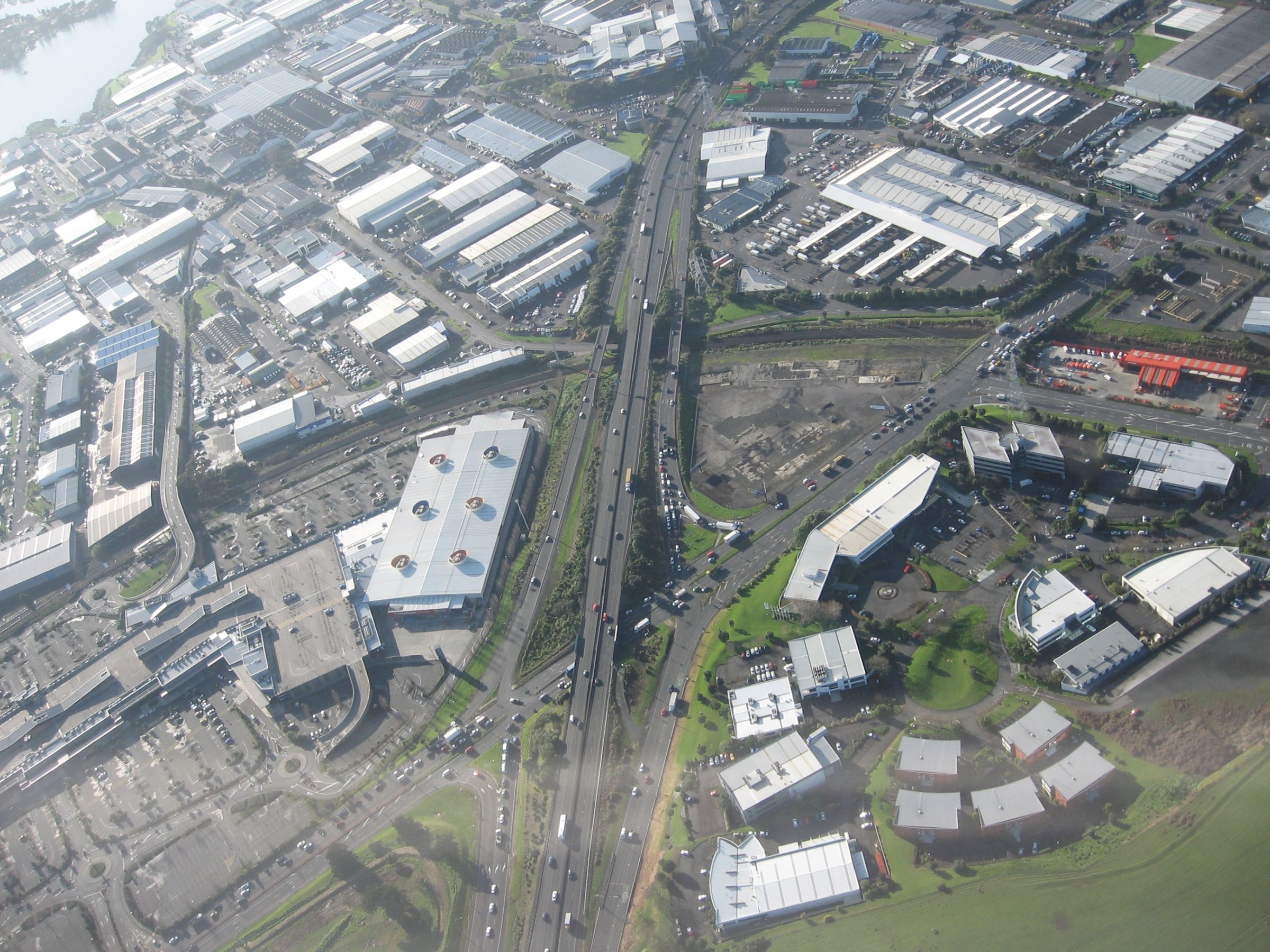
Silvia Park Mt Wellington Interchange
(ein TUDI in Neuseeland)

Diese Bauform findet oft dort Verwendung, wo das Gebiet neben der Autobahn keinen ausgedehnteren Ausbau ermöglicht. Im angelsächsischen Sprachraum wird die Variante aufgrund ihrer Rautenform im Grundriss als „Diamond“ bezeichnet. Auch die Richtlinien für die Anlage von Autobahnen (RAA 2008) bezeichnet diese Bauform als „Raute“.
Verlaufen die Auf- und Abfahrten sehr nah und nahezu parallel zur übergeordneten Straße, nennt man diese Bauform auch „Holländerrampen“.
In Deutschland kommen sie auf der B 10 zwischen Stuttgart-Wangen und Esslingen sowie an der Anschlussstelle Schulzendorfer Str. an der A 111 bei Berlin-Heiligensee vor 52° 36′ 52″ N, 13° 14′ 52″ O. Eine besonders enge und steile Variante der Holländerrampe findet sich an der Ausfahrt Oberlinxweiler der B 41. Echte Holländerrampen sind im Osten von Rotterdam auf der A 20 zum Capelseweg zu finden: 51° 57′ 21″ N, 4° 33′ 45″ O.
Aus Sicherheitsgründen werden gerade Rampen nach Möglichkeit vermieden, da bei langer und schneller Fahrt das Gefühl für die Geschwindigkeit verloren geht und der Blick in die gegenüber liegende Rampe einen Streckenverlauf suggeriert. Durch Kurven werden die Verkehrsteilnehmer wieder auf ihre tatsächliche Geschwindigkeit aufmerksam gemacht.
U. a. in den USA und Dänemark werden die Rampen teilweise in einem Abstand von ca. 100 m von der Autobahn geführt. Das hat unter anderem den Grund, dass die Autobahn bei Bedarf später verbreitert werden kann und nachträglich indirekte Rampen, auch „Ohren“ oder „Schleifenrampen“ genannt, zur Entlastung des Zubringers eingebaut werden können. Die Anschlussstellen mit indirekten Rampen zählen zu den Kleeblättern (Teilkleeblatt). Ein weiterer Effekt der mit Abstand geführten Rampen ist die Verlängerung der Strecke zwischen den Kreuzungen auf dem Zubringer. Das verlängert die Fahrzeit der Fahrzeuge zwischen den beiden Kreuzungen und wirkt sich je nach Auslastung in jeder Richtung auf die Gesamtleistungsfähigkeit des Knotens hinsichtlich des Durchgangsverkehrs auf dem Zubringer (der die Autobahn nicht benutzt) aus.
In den USA wird die Bauform mit eng an der Autobahn geführten Holländerrampen in Verbindung mit zwei ampelgeregelten vierarmigen Kreuzungen auf dem Zubringer unter Verkehrsingenieuren als englisch Tight Urban Diamond Interchange (kurz TUDI) bezeichnet. Bei einer TUDI (enger Raute) liegen die beiden Linksabbiegestreifen unmittelbar nebeneinander und auf der Brücke, so dass diese vierspurig ausgeführt werden muss. TUDIs in Deutschland sind auf den Stadtautobahnen von München zu finden.
Sind die Rampenenden etwas weiter von der Autobahn entfernt, wird die Brücke dreispurig, da die Linksabbiegestreifen hintereinander liegen. Bei sehr weiten Rampen kann eine zweispurige Brücke genügen, wenn die Linksabbiegestreifen außerhalb der Überwerfung in ausreichender Länge Platz finden.

#### Contra Flow Left Turn
In Florida ist eine Sonderform der TUDI zu finden, bei der die Linksabbieger vor der ersten Zubringerkreuzung gesammelt werden und links von den Linksabbiegern des Gegenverkehrs über die Brücke geführt werden. Diese Bauform wird als „Contra Flow Left Turn“ (CFL) bezeichnet und ist am Lyons Creek Parkway zum Sawgrass Expressway (FL 869) bei 26° 18′ 4″ N, 80° 11′ 11″ W zu finden. CFL ermöglicht einer ursprünglichen TUDI das tangentiale Linksabbiegen wie in der SPUI.

#### Michigan Urban Diamond Interchange
Um den Zubringer leistungsfähiger zu gestalten, wurde auch das Michigan Left in eine Anschlussstelle integriert, bezeichnet als Michigan Urban Diamond Interchange (MUDI) oder Median U-Turn Interchange (MUT). Dies erfordert weitere zwei Brücken für die Wenderampen. Ein Beispiel ist auf der Interstate 696, dem Walter P. Reuther Freeway in Southfield (Michigan) bei 42° 29′ 14,5″ N, 83° 14′ 28,3″ W. Im italienischen Foligno sind an der Strada Statale Flaminia dreiarmige MUDI bei 42° 57′ 6,3″ N, 12° 43′ 20,4″ O.

Dritte Einfahrt (5 Rampen)
Dritte Ausfahrt (5 Rampen)
Tight Urban Diamond Interchange (TUDI)
ContraFlow Left Turn Interchange (CFL)
Enge Raute mit Wenderampen (Texas U-Turn)
Raute mit Continuous-flow

Split Diamond Interchange („geteilte Raute“)

Hantel

#### Geteilte Raute
Die „Split Diamond Interchange“ kann in etwa als „geteilte Raute“ bezeichnet werden. Ihre Grundlage ist die Town Center Intersection, die auf der Split Intersection basiert und bei der sich mit etwas Abstand geteilte Richtungsfahrbahnen des Zubringers mit den Rampen kreuzen und die ursprüngliche Kreuzung auf vier Knotenpunkte aufteilen, die dadurch nur zwei Konflikte aufweisen. Eine „geteilte Raute“ mit zwei Hauptrichtungen ist die Drei-Etagen-Raute, auch „Volleyball“ genannt.
- 49° 28′ 53,8″ N, 11° 0′ 18,9″ O Frankenschnellweg AS Fürth-Poppenreuth (Poppenreuther Brücke)
- 49° 9′ 7,9″ N, 9° 11′ 59,7″ O Neckartalstraße zur B 39 in Heilbronn
- 50° 7′ 6,8″ N, 8° 43′ 52,2″ O A 661 AS Frankfurt Ost zur B 8 in Frankfurt am Main

#### Hantel

Hundeknochen

Amerikanische Verkehrsingenieure sprechen von der englisch Dumbbell intersection, der Anschlussstelle in Form einer Hantel. Diese entspricht Holländerrampen mit dem Unterschied, dass die Kreuzungen auf dem Zubringer mit den Rampenenden durch Kreisverkehre ersetzt sind, die im Luftbild wie die Gewichte einer Hantel angeordnet sind. Diese Bauform kommt gehäuft im Vereinigten Königreich, Frankreich, den Emiraten, Spanien und Italien vor, in Deutschland, den USA und Australien vereinzelt bei Neubauten und Änderungen bei kleinerem Verkehrsaufkommen. In Deutschland ist als Beispiel die in den 2010er-Jahren erbaute Anschlussstelle Waldkappel an der Bundesautobahn 44 zu nennen: 51° 8′ 44″ N, 9° 55′ 21″ O. Die Kreisverkehre können neben dem Zubringer noch andere Straßen mit anbinden. Die Vorzüge dieser Variante liegen in den geringeren Betriebskosten. Es wird keine Ampel und damit kein Elektrizitätsanschluss benötigt und der Asphalt von Kreisverkehren muss im Vergleich zu einer Ampelkreuzung weniger häufig erneuert werden. Bei Überlast können, sofern Platz vorhanden ist, dritte Rampen je Autobahnseite nachgerüstet werden, die den passierenden Fahrzeugen eine um 180° verkürzte Durchfahrt des Kreisverkehrs ermöglichen. Der Ausbau zu Turbokreisverkehren ist angewandte Praxis.
Einer oder beide Kreisverkehrsplätze in der Hantel können auch mit zusätzlichen Auf- bzw. Abfahrrampen versehen sein, um die Kapazität zu erhöhen. Ein gutes Beispiel für so eine „Turbo-Hantel“, die vor dem Bau der L14n ein halbes Kleeblatt war, findet man in Jülich (50° 54′ 51″ N, 6° 19′ 24″ O).

Vier Rampen Halbes Kleeblatt mit Kreisverkehren[2]
Sechs Rampen Doppelte Auffahrrampen
Sechs Rampen Doppelte Ausfahrrampen
Vier Rampen Wege und Auslastung im Kreisverkehr (ohne Durchgangsverkehr des Zubringers)
Sechs Rampen Wege und Auslastung bei dritter Rampe (gelbe Markierung)

#### Hundeknochen
Amerikanische Verkehrsingenieure sprechen von der englisch Dogbone intersection, der Anschlussstelle in Form eines Hundeknochens. Eine einfache Bedarfsanalyse zeigt, dass die Hantel keinen vollständigen Kreisverkehr benötigt, sofern nur der Zubringer an den Kreisverkehr führt. Die Möglichkeit zum Wenden bietet der zweite tropfenförmige Kreisverkehr. Würde ein großer Kreisverkehr über die Autobahn gebaut werden, so würde dieser eine zweite Brücke benötigen und damit die Kosten erhöhen. Billiger ist es, den Verlauf eines Kreisverkehrs so zu verformen, dass er über eine einzige Brücke geleitet werden kann. Der ursprüngliche Kreisverkehr wird zu zwei tropfenförmigen Kreisverkehren. Es entsteht eine Form, die dem diametralen Schnitt eines roten Blutkörperchens oder eines Knochens der Länge nach ähnelt. Die Leistungsfähigkeit der Anschlussstelle entspricht der Hantel. Für den von der Autobahn ausfahrenden Verkehr ist diese Variante übersichtlicher, da nur der Verkehr von der Brücke Vorrang hat. Das ermöglicht den Bau kleinerer Kreisverkehre, ohne einen Rückstau auf die Autobahn wahrscheinlicher zu machen. Für Schwertransporte und überlange Fahrzeuge werden die Kreisverkehre durchfahrbar gemacht. Kreiselkunst ist hier wegen der Baugröße unpraktisch. Zwei Beispiele in der Schweiz: an der Hauptstrasse 3/7 beim A2/A3-Anschluss Birsfelden im Kanton Baselland bei 47° 32′ 52″ N, 7° 38′ 1″ O sowie beim A5-Anschluss Grandson im Kanton Neuenburg bei 46° 49′ 22″ N, 6° 39′ 34″ O.
Im Vorort Carmel von Indianapolis sind entlang des Keystone Parkway einige dieser Anschlussstellen gebaut (39° 56′ 30″ N, 86° 6′ 47″ W). Ein Turbo-Hundeknochen ist auf dem Niederländischen Burgemeester Elsenweg (A20) zwischen Maasdijk und De Lier zur Coldenhovelaan bei 51° 57′ 10″ N, 4° 13′ 56″ O. Eine Mischung aus Hantel und Hundeknochen ist auf dem Niederländischen Beneluxweg (N7) die Anschlussstelle zum Gotenburgweg in Groningen bei 53° 12′ 53″ N, 6° 36′ 9″ O zu finden. In Neuseeland ist auf dem Auckland-Waiwera Motorway in Silverdale bei 36° 37′ 31″ S, 174° 39′ 46″ O eine weitere dieser Mischformen zu finden.

SPUI

#### Raute mit einer Kreuzung (SPUI)

Verkehrsfluss in der SPUI

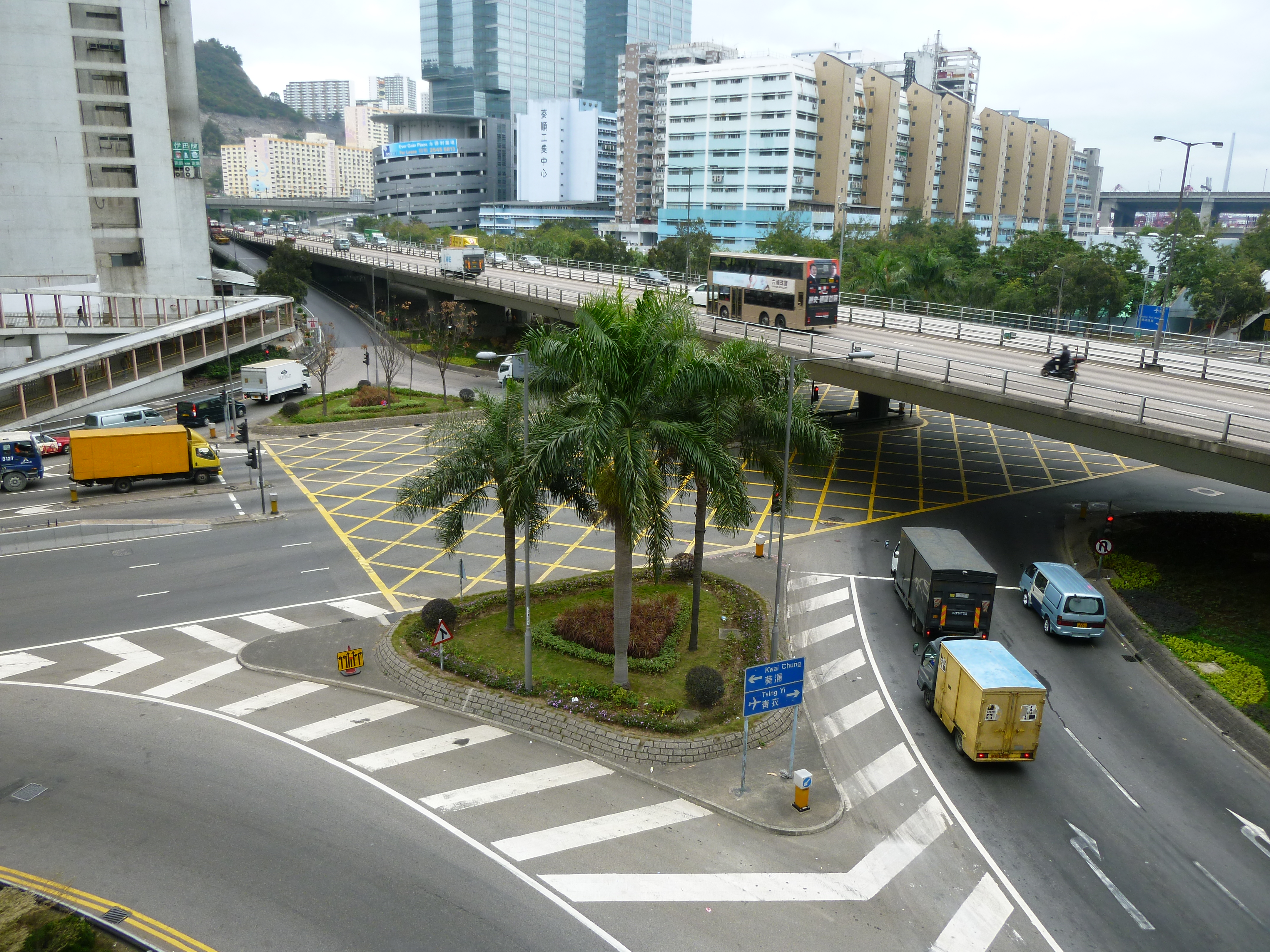
Kwai Tsing Interchange
(eine SPUI in Hong Kong)

inverted SPUI

Eine präzise Bezeichnung dieser Bauform kommt von amerikanischen Verkehrsingenieuren und definiert zudem den höhengleichen Teil des Verkehrsknotens: Ein Single Point Urban Interchange, kurz SPUI (= wörtlich: Städtischer Einpunktanschluss ≈ Einpunktvollanschlussstelle), in den RAA 2008 als „Raute mit einer Kreuzung“ bezeichnet, benötigt eine Ampelanlage mit langen Zwischenzeiten und kommt mit einer einzigen großen Kreuzung höhenfrei zur Autobahn aus. Die Brücke über die Autobahn muss dafür breiter ausgeführt werden. Der Strombedarf für die Ampelanlage verursacht das Wort städtisch in der Bezeichnung, da ein Stromanschluss fernab von bewohntem Gebiet nicht unbedingt verfügbar ist. Die Konstruktion erfolgt über Holländerrampen, deren Enden am Zubringer in Sammler für Rechts- und Linksabbieger von der Autobahn verzweigen bzw. die Rechtsabbieger in die Linksabbieger auf die Autobahn einreihen. Der Zubringer benötigt drei Signalrichtungen auf der Ampelanlage, wobei sich die Rechtsabbieger jeweils ohne Signal nachrangig (unter Zeichen 205 ) einreihen und die Linksabbieger tangential je paarweise per Signal von der bzw. auf die Autobahn fahren. Die verbleibende Ampelphase bedient den Durchgangsverkehr des Zubringers.
Wallace Hawkes, leitender Verkehrsingenieur bei J. E. Greiner Inc. (heute: URS Corporation) gilt als Urvater der SPUI. Die erste wurde am 25. Februar 1974 in Clearwater (Florida), USA fertiggestellt und verbindet bis heute die Interstate 19 mit der Florida State Road 60 bei 27° 57′ 38″ N, 82° 43′ 48″ W. Das tangentiale Abbiegen verringert die Zahl der Konflikte auf 3. Da innerhalb des Verkehrsknotens nur eine Kreuzung besteht, können die Phasen der Ampel sehr lange ausfallen. Während in den USA diese Anschlussstellen neu gebaut wurden, sind in Deutschland einige innerstädtische Straßenkreuzungen nachträglich untertunnelt worden, was zur Folge hatte, dass die Rampen bereits bebautes Gebiet waren und bedient werden mussten. Anstelle einer Blockumfahrung wurde die vierte Richtung, geradeaus über die Rampen, parallel zur höhenfreien Richtung eingerichtet.
In Nordrhein-Westfalen sind SPUI auch für autobahnähnliche Straßen gebräuchlich:
- Anschlussstelle der B 51 mit dem Albersloher Weg in Münster
- Die Anschlussstelle Wuppertal-Elberfeld der A 46. 51° 16′ 14″ N, 7° 9′ 17″ O
- Die Anschlussstelle der B 56 an die B 484. 50° 48′ 55″ N, 7° 12′ 18″ O
- Die Anschlussstelle der A 52 an die B 227, Essen-Bergerhausen. 51° 26′ 25″ N, 7° 2′ 10″ O
- Ebenfalls B 56 an die B 8, auch im Stadtgebiet von Siegburg. 50° 48′ 39″ N, 7° 11′ 18″ O

Im Raum Nürnberg sind folgende Anschlussstellen und Verkehrsknoten so gebaut:
- 49° 25′ 23″ N, 11° 2′ 16″ O Südwesttangente, AS Nürnberg-Schweinau zur Anbindung der B 2 und B 14
- 49° 26′ 19″ N, 11° 0′ 12″ O Südwesttangente, AS Nürnberg-Kleinreuth
- 49° 24′ 28″ N, 11° 4′ 15″ O Südwesttangente, A 73, AS Nürnberg-Hafen-Ost zur Hafenstraße und zur Straße Finkenbrunn
- 49° 24′ 27″ N, 11° 3′ 4″ O Frankenschnellweg, AS Nürnberg-Eibach
- 49° 25′ 42″ N, 11° 3′ 48″ O Frankenschnellweg, AS Nürnberg-Südring (Otto-Brenner-Brücke, Kreuzung mit B 4R)
- 49° 27′ 6″ N, 11° 2′ 17″ O Frankenschnellweg, AS Nürnberg-Westring (Jansenbrücke, Kreuzung mit B 4R)
- 49° 27′ 23″ N, 10° 58′ 33″ O Südwesttangente, AS Zirndorf

In Baden-Württemberg sind die Rechtsabbieger auf der SPUI stets unter Lichtsignal:
- In Heilbronn ist die L 1100 auf die K 9562 (Brückenstraße und Karl-Wüst-Straße) auf diese Weise bei 49° 10′ 8″ N, 9° 12′ 16″ O angeschlossen, was in Baden-Württemberg selten ist.
- In Stuttgart ist die Kreuzung der B 14 und B 27 im weiteren Verlauf der B 14 noch zwei weitere Mal als SPUI gebaut.
- In Ludwigsburg verläuft die B 27 je einmal als Zubringer (zur L 1140) und als Ader (zur Wilhelmstraße) über eine SPUI. Da die Rampen herkömmlich genutzte Straßen sind, wurde in letzterem Beispiel die vierte Richtung für den geradeaus verlaufenden Verkehr erhalten, was zu längeren Wartezeiten führt. Die restlichen Kreuzungen sind höhengleich und damit Ursache des täglichen Staus.
- Sindelfingen, auf der L 1185 Hanns-Martin-Schleyer-Straße zur Rudolf-Diesel-Straße
- Karlsruhe, auf der B 10
- Ulm, auf der B 28

Berlin
- A100, Abfahrt Hohenzollerndamm

Sonstige SPUIs:
- Mehrere Anschlussstellen auf den Autobahnen A 40, A 42 und A 44
- Die Anschlussstellen ⊙ Hammer Straße und ⊙ Albersloher Weg der B 51 im Stadtgebiet von Münster.
- Alle Anschlussstellen der B17 in Augsburg von Oberhausen-Süd bis Eichleitnerstraße, außer Stadtbergen und Leitershofer Straße.

Besondere SPUIs:
- Eine Doppel-SPUI auf der A 113 ist Schönefeld-Süd 52° 23′ 50″ N, 13° 31′ 8″ O und 52° 23′ 34″ N, 13° 31′ 23″ O.
- Eine Einpunkt-Halbanschlussstelle ist Duisburg-Buchholz (AS 14) auf der A 59 bei 51° 23′ 0″ N, 6° 46′ 28″ O.

##### Inverted SPUI

Offset SPUI

Die „Inverted SPUI“ (invertierte Einpunktvollanschlussstelle) ist eine in den USA selten vorkommende Abwandlung der SPUI, bei der Brückenfläche eingespart wird. Die Zubringerkreuzung wird von der Brücke zwischen die Fahrbahnen der Autobahn verlegt und die Rampen auf der Autobahn werden linksseitig angeschlossen.
In Greensboro (North Carolina) befindet sich an der West Wendover Avenue zur South Holden Road eine inverted SPUI bei 36° 3′ 53″ N, 79° 50′ 53″ W. In Tulsa, Oklahoma sind auf der Interstate 244 an der Sheridan Road 36° 9′ 48″ N, 95° 54′ 16″ W und am Nord Memorial Drive 36° 9′ 44″ N, 95° 53′ 13″ W weitere Anschlussstellen dieses Typs, ebenso auf der South Harlem Avenue in Chicago, Illinois zur Interstate 290 41° 52′ 25″ N, 87° 48′ 16″ W.
Dreiarmig ist sie an der Ohio State Route 7 zur Interstate 470 bei 40° 2′ 52″ N, 80° 44′ 1″ W zu finden.
Mischformen sind in Tulsa 36° 9′ 43″ N, 95° 59′ 31″ W und Salt Lake City 40° 45′ 38″ N, 111° 54′ 51″ W.

##### Offset SPUI
Eine seltene und aufwändige Variante ist die Offset SPUI, bei der die Rampen der einen Autobahnrichtung auf die andere Seite per Brücke oder Tunnel geführt werden, um sie auf eine neben der Autobahn platzierte Kreuzung auf dem Zubringer zu führen. Diese kostenaufwändige Lösung bietet sich an, wenn auf der einen Seite der Autobahn wenig Platz oder Sicht ist, oder der Zubringer einen weiteren Verkehrsknotenpunkt in unmittelbarer Nähe hat, sodass sich die Knotenpunkteinflussbereiche mit der Anschlussstelle überschneiden. Auf der E Alameda Avenue zur Interstate 225 in Aurora (Colorado) wurde eine Offset SPUI gebaut, 39° 42′ 40″ N, 104° 49′ 33″ W.

##### 3-Level SPUI
Eine Drei-Etagen-SPUI (Three-level SPUI) hat den Zubringer auf einer dritten Etage höhenfrei durchgeführt, nur die Abbieger sind aus dem freifließenden Verkehr genommen. Der Zubringer wird dabei zur zweiten Hauptrichtung. Auf der verbleibenden Kreuzung werden die Linksabbieger tangential in Paaren über eine Ampel mit zwei Signalphasen geführt. Teil einer Drei-Etagen-SPUI ist der Braddell Underpass zum Central Expressway (CTE) in Singapur bei 1° 20′ 36″ N, 103° 51′ 37″ O.
Die verkehrsreichsten Linksabbieger an der Raute der Jinxing Avenue (the major road) und Food City Avenue (Shi Pin Cheng Da Dao), im Bezirk Yubei von Chongqing bei 29° 39′ 36″ N, 106° 36′ 46″ O wurden über eine höhenfreie Rampe als Teil einer dritten Etage geführt.

Durch Linksverkehrsführung kommt ein DDI/DCD mit zwei Ampelphasen aus.

#### DDI / DCD

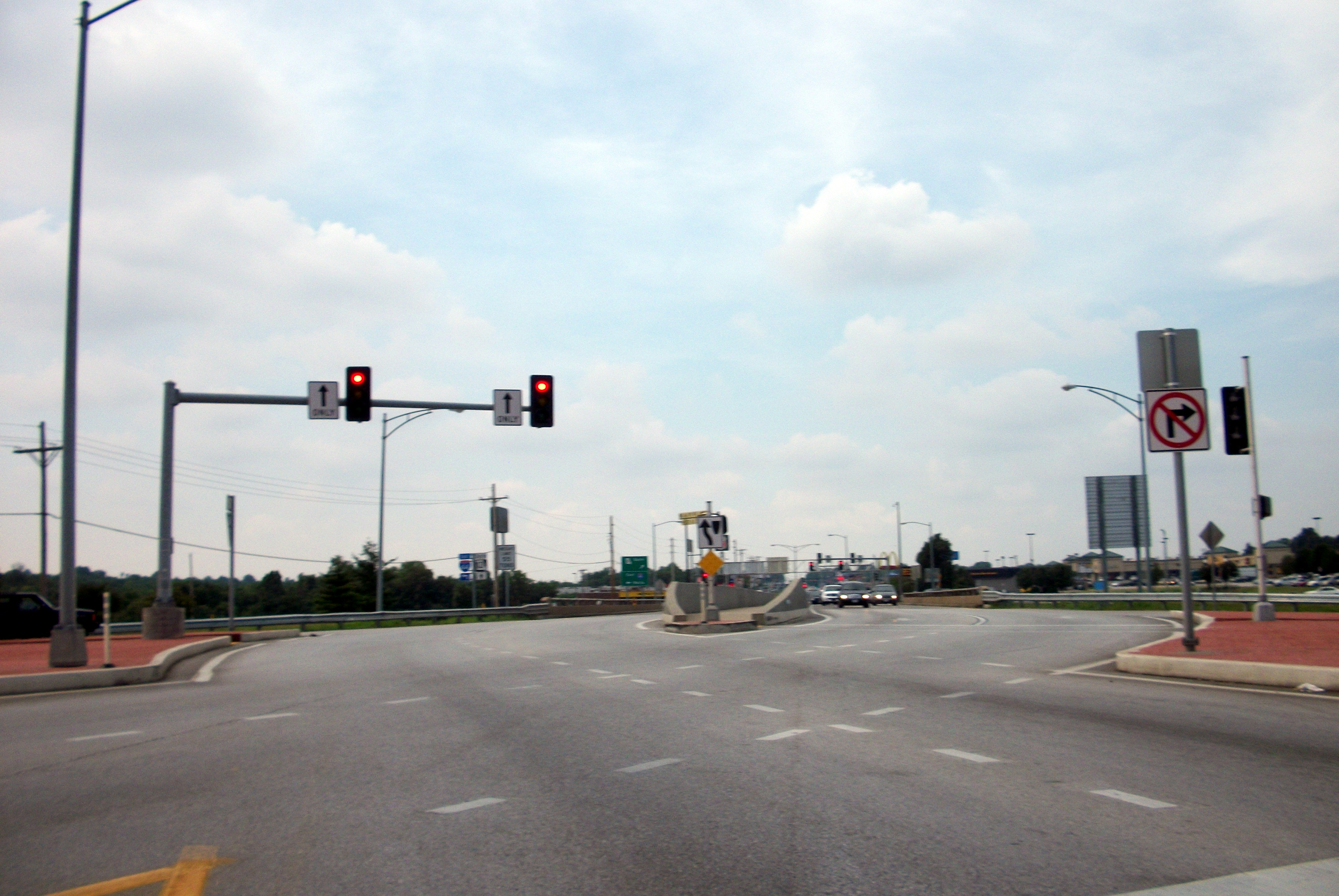
DDI an der I-44 und MO-SR-13 in Springfield, Missouri

Eine in Frankreich aus den 1970er Jahren stammende und ab 2009 in den USA eine Renaissance erlebende und dort bereits etablierte Anschlussstellenbauform ist die DDI – Diverging Diamond Interchange (≈ umgekrempelte Raute) oder DCD – Double Crossover Diamond Interchange (= doppelt überkreuzte Raute), die grob mit Linksverkehrraute bezeichnet werden könnte. Auch in Frankreich existiert keine offizielle Bezeichnung, es wird von der „pont à l’Anglaise“ (= Brücke englischer Art) gesprochen.
Der Vorteil der DDI liegt in ihrer hohen Transparenz, da nur zwei Verkehrsrichtungen geschaltet werden müssen und keine Vorsortierbereiche für Abbieger benötigt werden, aber kapazitätssteigernd installiert sein können. Die größte Leistung entfaltet dieser Verkehrsknoten, wenn der Durchgangsverkehr auf dem Zubringer geringer ausfällt als der Austausch zur Autobahn. In diesem Fall und bei bestehender Überlastung einer vorhandenen Anschlussstelle mit Holländer Rampen (wenn die Ampel mehrfach umläuft, bis der Knoten passiert ist) kann die Umrüstung vorhandener Infrastruktur in Frage kommen.

Verkehrsführung im DDI / DCD

Anstelle der Kreuzungen an den Rampenenden des Zubringers werden die Fahrtrichtungen höhengleich per Ampel getauscht. In dem dadurch entstehenden Linksverkehr bekommen die Linksabbieger die Eigenschaften von Rechtsabbiegern und sind niveaugleich kreuzungsfrei. Das kann einen Blendschutzzaun erforderlich machen. Neben den Kreuzungen zwischen Rechts- und Linksverkehr werden die Enden der Rampen verzweigt. Die Ausfahrt verzweigt sich in die Richtungen des Zubringers, die nun höhenfrei erreichbar sind. In der Einfahrrampe reihen sich die auffahrenden Fahrzeuge aus beiden Richtungen des Zubringers ein. Prinzipiell werden im Programm der Ampelanlage zwei Richtungen geschaltet:
- von der Autobahn ausfahrende Fahrzeuge und Räumung der Zubringerbrücke
- auf die Autobahn einfahrende Fahrzeuge vom Zubringer und Sammeln des Durchgangsverkehrs auf dem Zubringer.

Zusätzlich werden weitere Programme benötigt:
- Fußgängerquerung (die eine Mindestlaufzeit der einen Richtung mit sich bringt)
- Transparenz für eine Zubringerrichtung bei erhöhtem Verkehrsaufkommen

Die tatsächlichen Signalumlaufzeiten werden in einer Proportion auf die Fahrzeit zwischen den beiden Richtungskreuzungen angepasst, um möglichst wenige Fahrzeuge aufzuhalten. Um bei Auslastung noch leistungsfähiger zu werden, sollte der Knoten die Überwachung der Rückstaus beinhalten. Die kurzen Schutzzeiten können noch geringer ausfallen, wenn sichergestellt ist, dass die gestoppte Richtung tatsächlich steht und die Kreuzung geräumt ist. Wenn versucht wird, die Einfahrrampen über Lichtsignale zu regeln, benötigt der Knoten Sammler oder verliert rapide an Kapazität. Statt die auffahrenden Fahrzeuge zu sammeln, ist es günstiger, die Rampen mit dieser Fläche zum Einfädeln auszustatten. Auf Standbildern wirkt ein DDI oft überlastet, da Fahrzeuge in drei Richtungen gemeinsam, jedoch weniger lange warten. Das einzige, was bei der Durchfahrt beachtet werden muss, ist das frühzeitige Auswählen des Fahrstreifens, der stets in Zielrichtung angeordnet ist.
Im Magazin „Popular Science“ wurde unter den „Best Innovations in 2009“ berichtet. In den USA gilt Gilbert Chlewicki als Vater des DDI, der jedoch feststellen musste, dass seine Idee in Frankreich bereits in den 1970er Jahren Verwendung gefunden hatte.
DDIs in Frankreich
- 48° 49′ 56″ N, 2° 9′ 10″ O in Versailles am Boulevard de Jardy auf der A 13 Autoroute de Normandie
- 48° 49′ 49″ N, 2° 29′ 35″ O auf der A 4 Autoroute de l’Est in Champigny-sur-Marne (Pont de Nogent)
- 50° 32′ 41″ N, 3° 3′ 21″ O auf der A 1 (E 17) Autoroute du Nord bei Seclin auf die Route d’Avelin
- 48° 47′ 11″ N, 2° 13′ 22″ O auf der N 118 bei Meudon befindet sich eine ähnliche Verkehrsführung, bei der Kreisverkehre über dieselben Brückenbauwerke geführt sind.

DDIs in den USA
- 37° 15′ 1″ N, 93° 18′ 39″ W auf der Interstate 44 und dem North Kansas Expressway (Missouri State Route 13) in Springfield (Missouri), Baubeginn war am 12. Januar 2009, Eröffnung am 21. Juni 2009. Es ist die erste DDI in den USA.
- 40° 25′ 53″ N, 111° 53′ 27″ W auf der Interstate 15 und dem Timpanogos Highway (Utah State Route 92). Utah eröffnete seine erste DDI am 15. August 2011 als Umbau der vorhandenen Anschlussstelle.[22]
- Seit der Einführung 2009 wurden bis 2015 in den USA über 60 DDIs fertiggestellt, 2017 waren 89 in Betrieb, 2018 über 100[23]. Die meisten ersetzten eine vorhandene Anschlussstelle.[24]

DDIs in Kanada
- Kanadas erster DDI ging am 14. August 2017 in Betrieb.[25]

DDIs in Dänemark
- 2015 wurde Dänemarks erster DDI nach amerikanischem Vorbild planfestgestellt[26] und ging am 17. September 2017 in Betrieb[27] und ist ein Umbau der vorhandenen Raute auf der E20 (Fynske Motorvej), Anschlussstelle 52 zum Assensvej nach Odense. 55° 21′ 41″ N, 10° 20′ 42″ O[28][29] Nach einer Simulation mit PTV Vissim erwies sich der DDI als der geeignetste Umbau der vorhandenen Anschlussstelle.[30][31]

DDIs in den Vereinigten Emiraten
- Der erste eröffnete im Mai 2014 an der 51. Straße zur E50 in Abu Dhabi.[32]

DDIs in Australien
- Australiens erster DDI wurde für den Bruce Highway in Queensland zur Eröffnung bis 2020 geplant.[33]

DDIs in Südafrika
- N2/R102 in Mount Moriah

DDI in Litauen
- Bei Kaunas soll das Kleeblatt der A1 und A6 gegen einen DDI ersetzt werden, die A6 ist nicht höhenfrei.[34]

DDI in Belgien
- Der vorhandene Kreisverkehr N4/N25 bei Louvain-la-Neuve wird 2019 zum DDI umgebaut werden, dort „Indonesische Kreuzung“ genannt.[35]

DDI in den Niederlanden

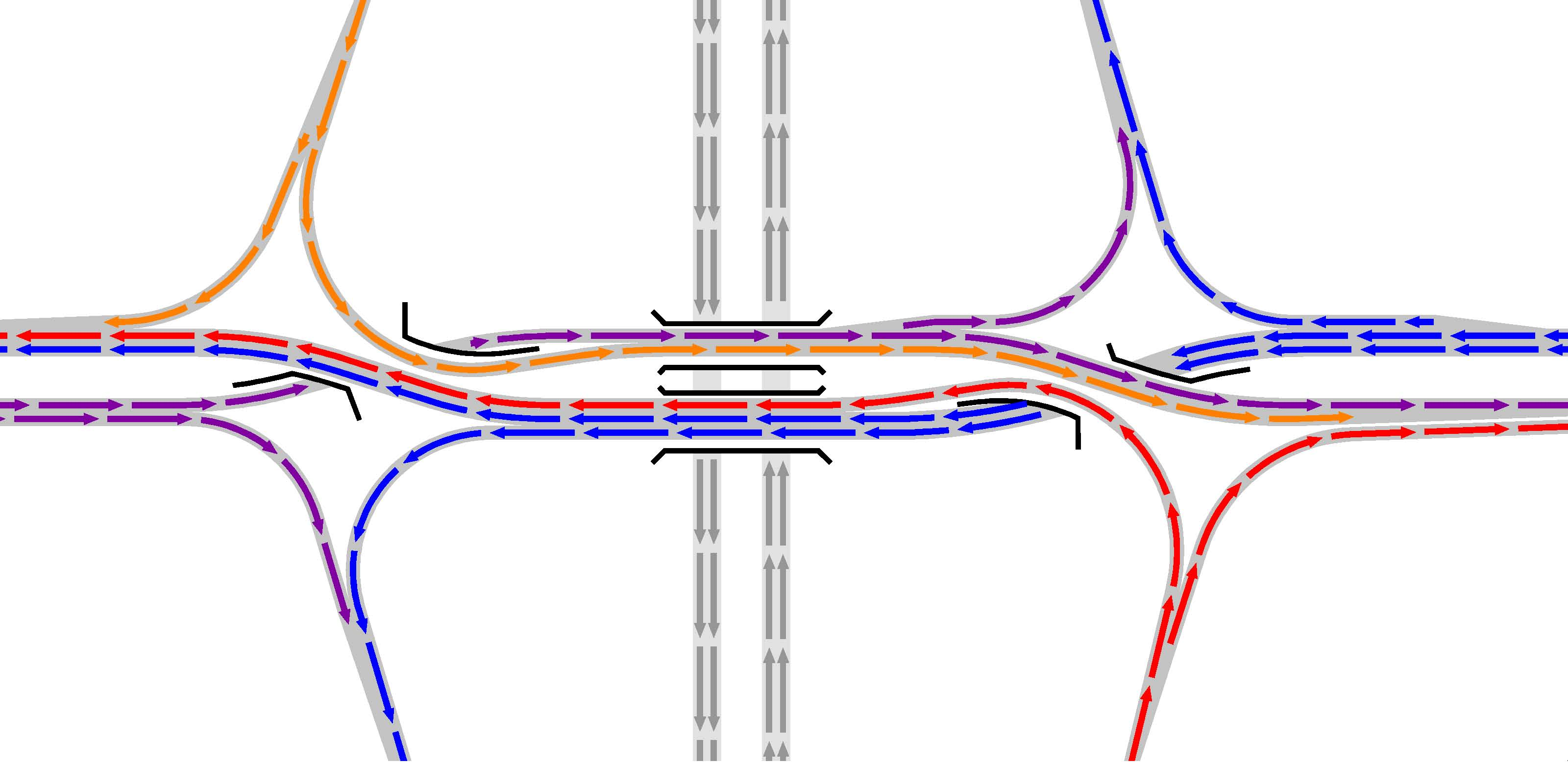
DCMI

- Der Anschluss der N206 an die A44 bei Leiden ist während der Bauphase der RijnlandRoute vorübergehend als DDI ausgeführt. 52° 9′ 57,5″ N, 4° 27′ 6,2″ O

##### DCMI

Halbes Kleeblatt

Um den DDI noch leistungsfähiger zu machen, bietet sich an, die beiden Richtungskreuzungen höhenfrei zu gestalten. Das wird unter der Bezeichnung DCMI (englisch Double Crossover Merging Interchange) als Patent von Michael A. Gingrich Sr. gehalten. Es werden wenig Platz, auf dem Zubringer Linksausfahrten und drei Brückenbauwerke benötigt. Die Böschungslänge wirkt sich direkt auf die Baugröße aus. Der höhenfreie Verkehrsknoten ist vollentflochten.

### Halbes Kleeblatt
Die lange in Mitteleuropa gebräuchlichste Form ist das halbe Kleeblatt. Je nach Fahrtrichtung verlaufen Ab- und Auffahrt über die direkte Rampe als S-Kurve von bzw. auf die Zubringerstraße und die Gegenrichtung über die indirekte Rampe als Bogen auf den Beschleunigungsstreifen bzw. vom Verzögerungsstreifen auf den Zubringer. Dabei liegen beide Auf- und Abfahrten auf derselben Seite des Zubringers. Diese Bauform wird als gefalteter Diamant bezeichnet, da die Mündungen der Rampen auf die Autobahn zum Zubringer verschoben sind. Der Vorteil dieser Bauform liegt darin, dass die Brücke für andere Verkehrsarten höhenfrei mitbenutzt werden kann, etwa für eine Bahnlinie. Diese höhenfrei verlaufende Richtung kann auch auf den Zubringer angewendet werden. An der South 1st Street zum Winters Freeway der US-277 in Abilene (Texas) sind die beiden Abzweigungen des Zubringers als Seagull Intersection oder Continuous-Green-T ausgeführt. 32° 27′ 8″ N, 99° 47′ 6″ W (z.B A23 Wien Handelskai)
Beim halben Kleeblatt reduziert sich die Kapazität des Zubringers auf unter die Hälfte im Vergleich zu einer kreuzungsfreien Straße.

Halbes Diagonal-Kleeblatt

#### Halbes Diagonal-Kleeblatt
Das ist die richtungssymmetrische Variante des halben Kleeblattes, bei der jeweils entweder die beiden Ausfahrten oder die Einfahrten über je eine direkte Rampe laufen. Eine verzerrte Form davon entsteht, wenn sich Zubringer und Autobahn spitzwinklig kreuzen wie bei der Anschlussstelle Kenn der A 602, bei der der Zubringer, die L 145, parallel zur Autobahn verläuft. Das ist auch bei der B 29 an der Anschlussstelle zur L1157 östlich von Schwäbisch Gmünd in Baden-Württemberg, und in Bayern an der Anschlussstelle Putzbrunn, die die B 471 an die A 99 anbindet, zu finden.
Wie die vier Rampen angeordnet werden, unterscheidet neben den topologischen Gegebenheiten auch der Bedarf. Rechtsabbieger verursachen weniger Konflikte im jeweiligen Knoten des Zubringers.

Anschlussstelle mit doppelten Auffahrrampen
¾- oder Sechsrampen-Teilkleeblatt

### Sechs-Rampen-Teil-Kleeblatt
Hier ist in jeder Fahrtrichtung eine dritte Rampe eingebaut. Es sind nur noch zwei von bisher drei Richtungen auf dem Zubringer im Konflikt.

#### Anschlussstelle mit doppelten Einfahrtrampen

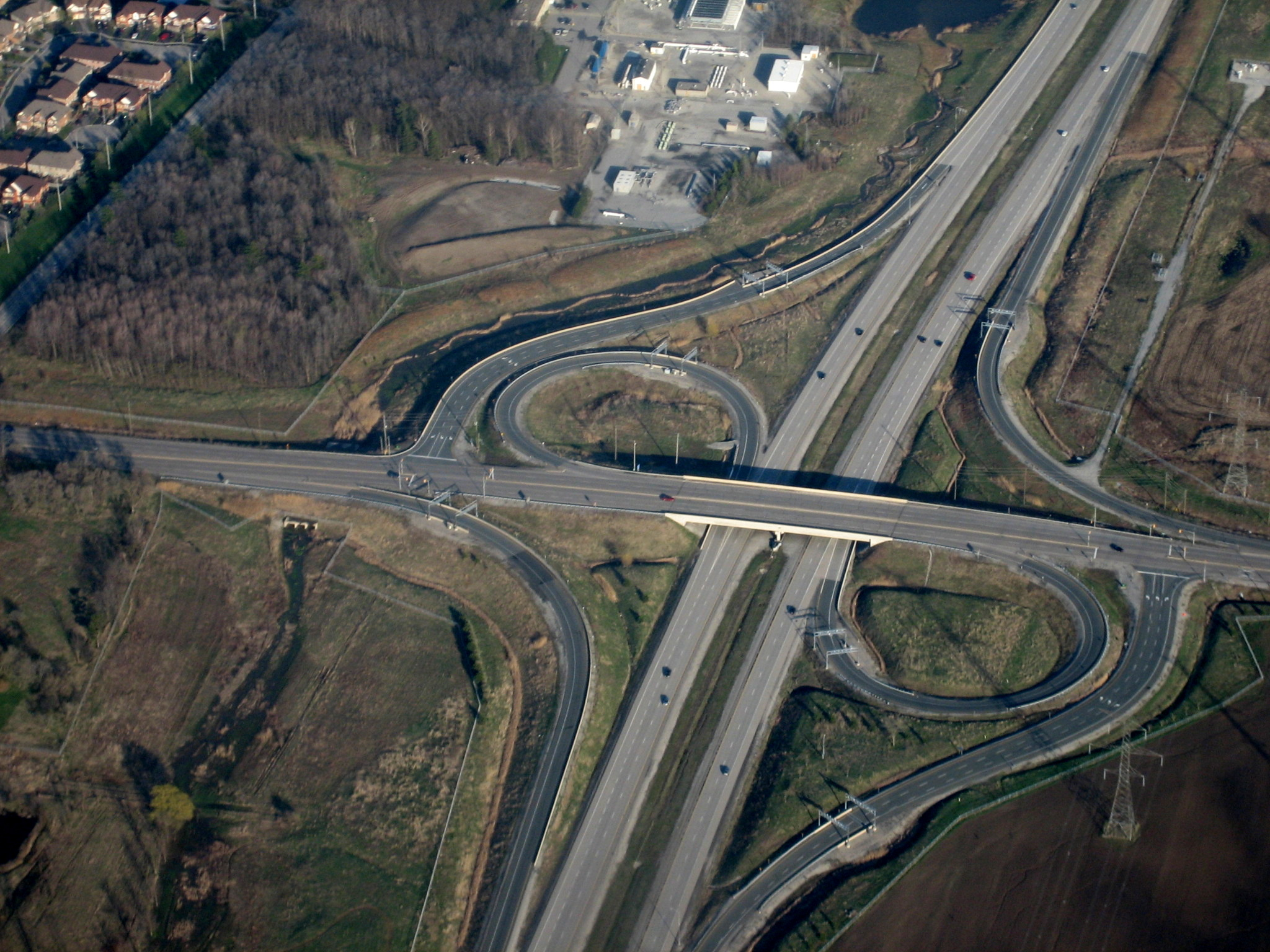
¾ oder Sechsrampen-Teilkleeblatt Derry Road / 407 in Milton, Ontario, Kanada

Diese in Deutschland noch wenig verbreitete Bauform ist der leistungsfähige und platzsparende Kompromiss zwischen Holländerrampen und Kleeblatt. Sie wird als „Sechsrampen-Teilkleeblatt“ oder „¾“ bezeichnet, da sie sechs von acht Rampen eines vollständig höhenfreien Knotens hat. Sie entlastet den Zubringer durch Wegfall der Linksabbieger und kann bei Ampelanlagen besser in eine Grüne Welle eingebunden werden, da nur zwei Richtungen geschaltet werden müssen. Sie wird unter anderem auf kanadischen Expressways bei Toronto und auf dem Ronald Reagan Freeway (CA-SR-118) auf Höhe Simi Valley mehrfach eingesetzt. Um den Verkehr auf der Autobahn fließend zu halten, werden bei Bedarf Zuflussregelungsanlagen zugeschaltet. Am meisten verbreitet ist sie in den USA, auffallend häufig in Kalifornien.
In Deutschland sind u. a. auf der A 94 die Anschlussstelle Feldkirchen-West 48° 8′ 31″ N, 11° 42′ 34″ O, auf der A 99 die Anschlussstelle München-Ludwigsfeld 48° 12′ 33″ N, 11° 29′ 7″ O und auf der A 1 die Anschlussstelle Frechen 50° 55′ 3″ N, 6° 50′ 37″ O so gebaut. Oft können vorhandene Halbkleeblätter nachgerüstet werden. In Baden-Württemberg ist die einzige indirekt gebaute Dreiviertel in Tübingen als Kreuzung B 27 und B 28 bei 48° 30′ 46″ N, 9° 4′ 30″ O zu finden. Die westlichen zwei Rampen sind die Schweickhardtstraße.
In Frankreich sind zwischen Colmar und Straßburg einige „Hanteln“ mit je einer dritten Rampe ausgestattet (48° 15′ 50″ N, 7° 25′ 11″ O).
- Teilkleeblätter mit sechs Rampen:

von und nach West höhenfrei
von und nach Ost höhenfrei
höhenfrei ausfahren (Ausfahrrampen ohne Linksabbieger)
höhenfrei auf die Autobahn (Zubringer ohne Linksabbieger)

##### Anschlussstelle mit doppelten Ausfahrrampen
Mit einer dritten Rampe je Fahrtrichtung wird eine Anschlussstelle leistungsfähiger und könnte die Autobahn überlasten. Daher bietet sich die Variante an, nicht die Einfahrten, sondern die Ausfahrten höhenfrei zu führen. Dabei entfallen die Linksabbieger auf den Rampen, allerdings gibt es Linksabbieger auf dem Zubringer. Die Ausfahrten werden in der Praxis über denselben Verzögerungsstreifen geführt, jedoch wie bei einem Kleeblatt nachträglich verzweigt. Ein Beispiel ist auf der B 9 bei Speyer der Anschluss zur B 39 nach Dudenhofen bei 49° 19′ 2″ N, 8° 24′ 41″ O.

##### Anschlussstelle mit höhenfreier Richtung
Ein Beispiel ist auf der A 66 die Anschlussstelle Wiesbaden-Nordenstadt bei 50° 3′ 21″ N, 8° 20′ 23″ O, die für erhöhtes Verkehrsaufkommen von und in Richtung West ausgelegt ist und dieses höhenfrei bedient, während sie nach Ost teilhöhenfrei ist. Die Anschlussstelle Fedderwarden der A 29 auf dem Stadtgebiet Wilhelmshaven bei 53° 32′ 47″ N, 8° 2′ 56″ O ist von und in Richtung Süd höhenfrei.

Einpunkt-Sechsrampen-Teilkleeblatt (SPUPCLO)

#### Einpunkt-Teilkleeblatt
Einpunkt-Teilkleeblatt (Single Point Urban Partial Cloverleaf, kurz: SPUPCLO) wurde von Kurumi als fiktionale Anschlussstellenform publiziert und ist die Übertragung der einzelnen Kreuzung der SPUI auf das Teilkleeblatt. Dadurch entsteht eine einzelne Kreuzung, die nur zwei Richtungen bedienen muss und damit leistungsfähiger als ihre beiden Vorgänger wäre. In der Baugröße und Brückenfläche steht sie als teilhöhenfreier Verkehrsknoten im engen Wettbewerb zur vollständig höhenfreien Doppeltrompete. Die Anschlussstelle Oberhausen-Zentrum verbindet die B 223 mit der A 42 und verwirklicht diese Bauform bis auf die letzte sechste Rampe und ist bei 51° 29′ 47″ N, 6° 51′ 50″ O zu sehen. Ein Sechs-Rampen-Teilkleeblatt mit nur einer Haltelinie je Richtung auf dem Zubringer mittels CGTLs befindet sich in Rochester (Minnesota) bei 43° 58′ 36″ N, 92° 27′ 46″ W auf dem South Broadway zur U.S. Route 52.

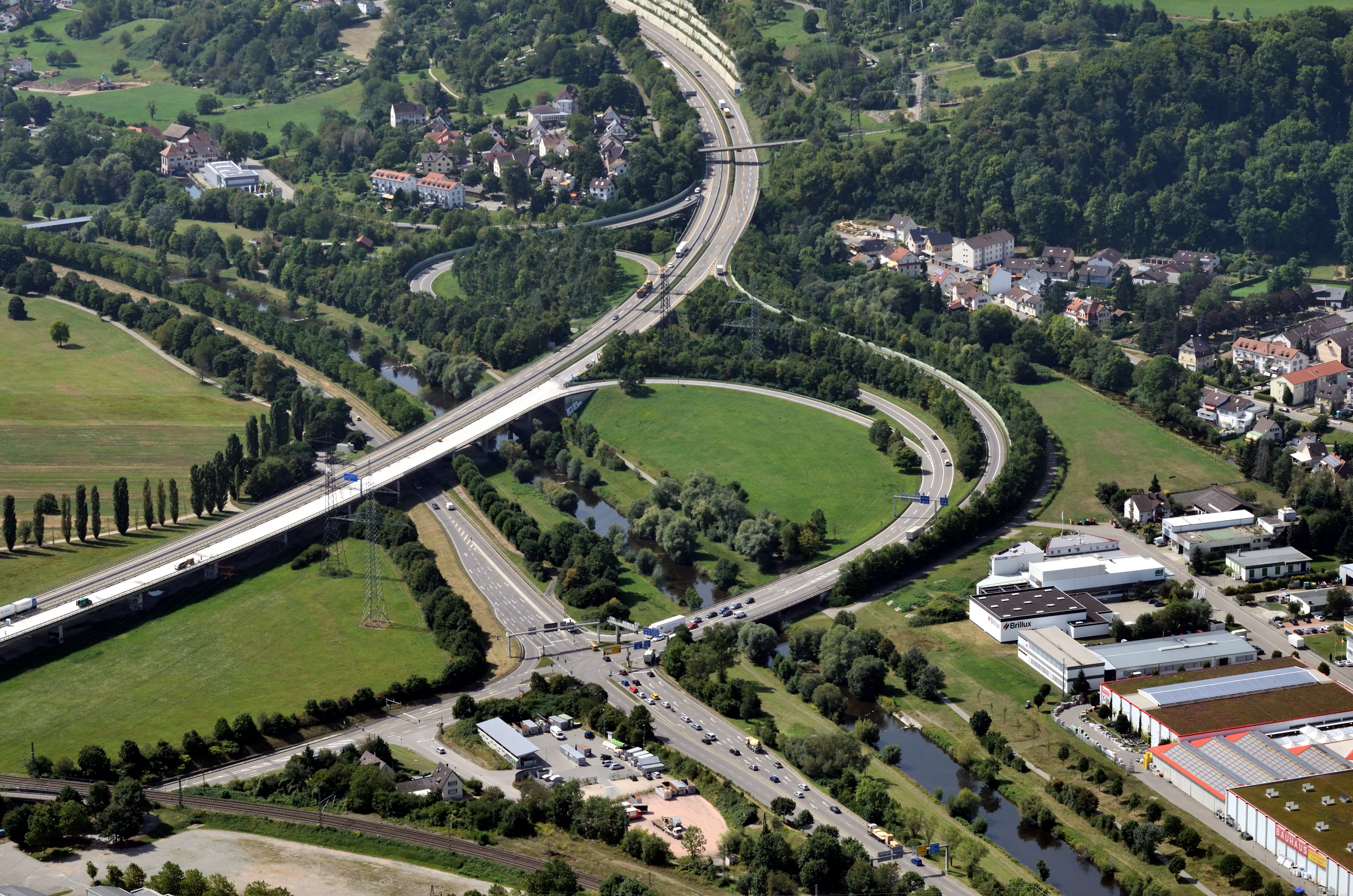
A98 AS Lörrach-Mitte
(Bauform: indirekte Trompete)

Frühere Trompete

### Trompete

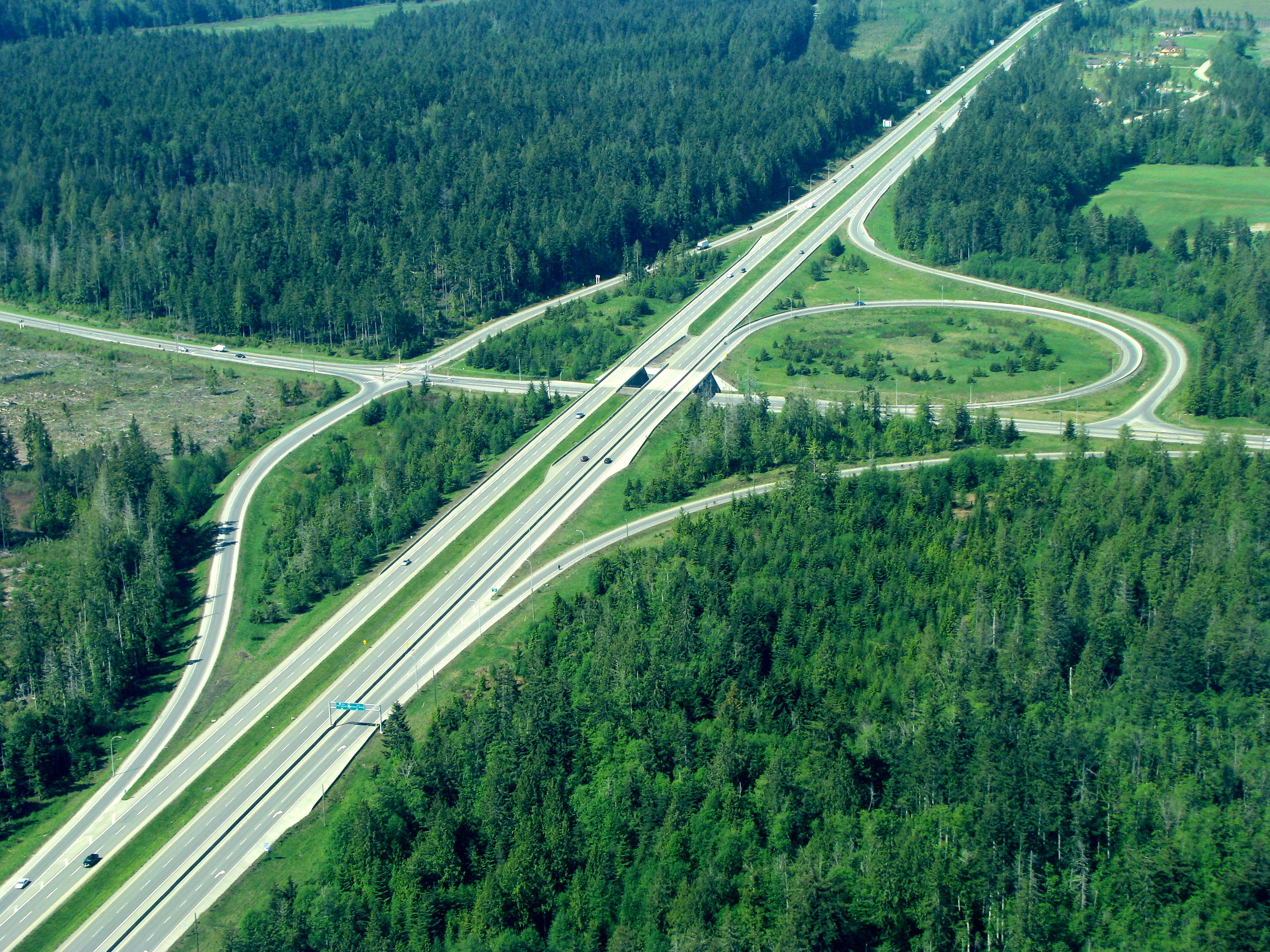
Mischform aus Holländer Rampen und Teilkleeblatt

Endet der Zubringer an der Autobahn, kann die Anschlussstelle wie bei einem Autobahndreieck als Trompete ausgeführt werden. Das bremst jedoch die ausfahrenden Fahrzeuge je nach Bauform nicht unbedingt ab. Die Mischform aus Holländer Rampen und Teilkleeblatt kann eine ursprüngliche Trompete gewesen sein, bei der der Zubringer nachträglich fortgeführt wurde. Das senkt jedoch die Leistungsfähigkeit des gesamten Knotens, da die bisherige Höhenfreiheit mit diesem Schritt abgeschafft wird. Trompeten sind z. B. in Frankreich, Italien und Japan sehr verbreitet, da sie alle Fahrzeuge auf eine einzige Mautstelle je Anschlussstelle führen und deren Frequentierung von den Fahrtrichtungen unabhängig machen.
Die A 93 bringt bei Saalhaupt die B 15n hervor. Die Anschlussstelle bei 48° 53′ 24″ N, 12° 4′ 31″ O in Form einer Trompete trägt die Bezeichnung Autobahndreieck Saalhaupt. Die A 72 bringt im Stadtgebiet Geithain bei 50° 59′ 46″ N, 12° 41′ 30″ O die B 175n in der Anschlussstelle Rochlitz hervor.

### Indirekte Trompete
Eine Indirekte Trompete ist eine Trompete, der ein weiterer höhengleicher und damit nicht freifließender Verkehrsknoten folgt. Ein Beispiel ist die Anschlussstelle 12 – Hilter am Teutoburger Wald der A 33 zur Osnabrücker Straße, 52° 8′ 35″ N, 8° 9′ 29″ O oder der Richtweg in Hamburg-Heimfeld, der A 7 mit der B 73 verbindet, 53° 28′ 4″ N, 9° 55′ 27″ O. Die Bauform ist für dedizierte Autobahnzubringer gebräuchlich.

### Büroklammer
Eine Sonderform der Doppeltrompete mit fehlenden direkten Rampen ist der Paperclip (= Büroklammer). Diese Anschlussstelle dient dazu, Fahrzeuge höhenfrei und zielrichtungsgleich zum parallel verlaufenden Zubringer mit der Autobahn auszutauschen. In Kalifornien, vor den San Antonio Heights, kann bei 34° 7′ 19″ N, 117° 41′ 44″ W über einen echten Paperclip vom Foothill Freeway (SR-210) auf die 16te oder zurück gewechselt werden. Ähnlich ist die Anschlussstelle Unterhaching Nord der A 995 bei 48° 4′ 59″ N, 11° 35′ 48″ O aufgebaut, bei der eine echte Trompete über eine Brücke auf den Zubringer führt, jedoch nur teilhöhenfrei austauscht, dafür den Richtungswechsel ermöglicht.

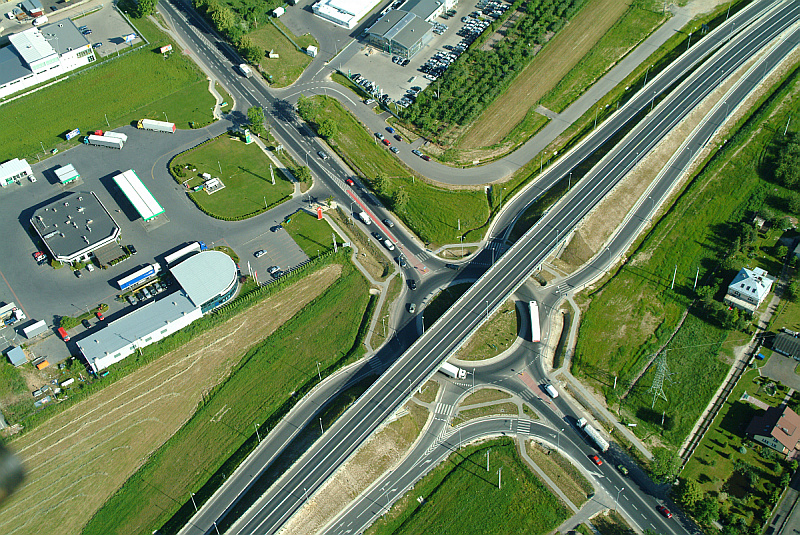
Kreisverkehr als Anschlussstelle in Stojadła, Masowien, Polen,
23 km östlich von Warschau,

### Kreisverkehr und Volleyball

Halbes Kleeblatt mit parallel verlaufendem Zubringer. Bauform der Anschlussstelle Leonberg-Ost (A 8)

„Dreiarmiges halbes Kleeblatt“ Der Zubringer endet an der Autobahn. – Bauform der Anschlussstelle Horb am Neckar (A 81)

Kreisverkehr als Anschlussstelle mit vier Rampen, liegt auf der A 5 als AS Offenburg 48° 28′ 20″ N, 7° 54′ 14″ O
Kreisverkehr als Anschlussstelle mit sechs Rampen, liegt auf der Interstate 95 bei Waltham (Massachusetts). 42° 22′ 17″ N, 71° 16′ 9″ W
Volleyball Bauform der AS Düsseldorf-Stockum (A 44) 51° 16′ 17″ N, 6° 45′ 2″ O
Throughabout als Anschlussstelle, mehrfach verwendet in Guadalajara, auf der Avenue México.20° 40′ 46″ N, 103° 23′ 3″ W20° 39′ 59″ N, 103° 23′ 34″ W

### Halbes Kleeblatt mit endendem Zubringer
Eine in Baden-Württemberg verbreitete Form von Anschlussstellen ist eine Mischung aus Teilkleeblatt und Trompete, was bewirkt, dass der Verkehrsknoten bei gleicher Brückenfläche nicht vollständig höhenfrei ist und einen erhöhten Verschleiß an Asphalt und Fahrzeugen mit sich bringt. Nach den Richtlinien für die Anlage von Autobahnen (RAA) ist sie nur als Behelf anzuwenden. Seitens der Planung kann angenommen werden, dass eine Fortführung des Zubringers vorgesehen wurde, der in vielen Fällen nie erfolgt ist, inzwischen verbaut wurde und den Verkehrsknoten zu einer permanenten und vermeidbaren Umweltbelastung werden ließ. In der Schweiz wird diese Form aus Platzgründen in engen Tälern auf Grund der Höhenunterschiede und in Industriegebieten, deren Erweiterung absehbar ist, eingesetzt. Die Anschlussstelle Leonberg-Ost bei 48° 46′ 35″ N, 9° 1′ 31″ O der A 8 zeigt, wie mit zwei Abzweigungen der Zubringer in seiner Kapazität erheblich eingeschränkt wird, während mit gleicher Brücken- und Asphaltfläche eine Verbindung über zwei Trompeten möglich gewesen wäre. Historisch behalten wurde die Anschlussstelle Mühlhausen im Täle bei 48° 35′ 2″ N, 9° 39′ 46″ O, welche die Wendemöglichkeit der geteilt verlaufenden A 8 miterfüllt. Eine nicht absehbare Fortführung des Zubringers B 32 ist die Anschlussstelle Horb am Neckar der A 81 bei 48° 25′ 51″ N, 8° 44′ 43″ O.
An Bundesstraßen in Baden-Württemberg ist die Verwendung dieses Knotentyps häufiger:
- 48° 52′ 58″ N, 9° 3′ 30″ O B 10 bei Hemmingen
- 48° 49′ 44″ N, 9° 19′ 55″ O B 14 Waiblingen, an der Talaue (K1895)
- 48° 55′ 24″ N, 9° 9′ 9″ O B 27 bei Tamm
- 48° 12′ 48″ N, 9° 52′ 43″ O B 30 bei Laupheim
- 48° 32′ 55″ N, 9° 15′ 54″ O B 312 Nordtangente Metzingen
- 48° 14′ 40″ N, 8° 51′ 17″ O B 463 bei Weilstetten

Ein Verlagern der Kosten vom Bau auf Verkehrsteilnehmer ist die 2012 gebaute Anschlussstelle der B 464 auf die K 1004 im Stadtgebiet Sindelfingen bei 48° 42′ 38″ N, 8° 57′ 6″ O. Das halbe Diagonalkleeblatt ist in bedarfslosen Richtungen höhenfrei. Zielrichtungen mit Bedarf führen dort über Linksabbiegestreifen und sind damit nachrangig. Die kreuzungsfrei befahrbaren Rampen des Anschlusses führen zum Wenden oder Fahren eines Umweges.
Bei spitzwinklig verlaufenden Straßen, die mit einem Diagonalkleeblatt verbunden sind, sind die Schleifenrampen in den stumpfen Winkeln besser angebracht, da sie die Richtungen mit Bedarf seitens der Verkehrsteilnehmer höhenfrei abdecken. So zum Beispiel die Anschlussstelle 16 der französischen A 35 zur D 1422 bei Schlettstadt bei 48° 17′ 11″ N, 7° 27′ 27″ O oder die letzte Anschlussstelle der A 215 zur B 76 im Stadtgebiet Kiel bei 54° 18′ 55″ N, 10° 6′ 11″ O oder die Anschlussstelle Engen der A 81 bei 47° 51′ 16″ N, 8° 47′ 56″ O.

### Kopplung von Anschlussstellen und Raststätten
Gelegentlich wird die Fläche zwischen den Ausfahrten für eine Autobahnraststätte genutzt. Eine solche Lage hat den Vorteil, dass sie auch für Verkehrsteilnehmer, welche die Autobahn nicht benutzen dürfen, leicht erreichbar ist. Ein Beispiel für eine solche Raststätte ist die Autobahnraststätte Bruchsal. Allerdings ist bei dieser die Autobahnausfahrt nicht ausgeschildert, obwohl sie für den öffentlichen Verkehr freigegeben ist.

### Höhenfreie Anschlussstellen
Hier handelt es sich um leistungsstarke Anschlussstellen in der Bauform eines Autobahnkreuzes oder Autobahndreiecks, bei denen teilweise autobahnähnliche Zubringerstraßen zu finden sind.

### Anschlussstellen bei Kraftfahrstraßen
Anschlussstellen von Kraftfahrstraßen mit zwei durch einen Mittelstreifen getrennte Richtungsfahrbahnen unterscheiden sich in ihrer Bauart nicht von denen von Autobahnen. Allerdings existiert nicht bei allen vierspurigen Kraftfahrstraßen eine Nummerierung der Anschlussstellen.

Frontage Road

Anschlussstellen von Kraftfahrstraßen ohne Mittelstreifen, die nur eine Fahrbahn mit mindestens zwei Fahrstreifen besitzen, werden oft nur mit einer Zufahrt versehen. Bei solchen Anschlussstellen muss auf der Kraftfahrstraße links abgebogen werden, was eine erhöhte Unfallgefahr bei dichtem Verkehr mit sich bringt.

### Frontage-Road
Eine Frontage-Road (von englisch frontage ‚Straßenfront [eines Gebäudes o. ä.]‘, dort auch parallel road oder im östlichen Texas feeder ‚Zubringer‘) oder „Außengasse“ ist eine entlang einer Richtungsfahrbahn einer Autobahn verlaufende, nicht höhenfreie Einbahnstraße. In regelmäßigen Abständen wechselt eine Spur zwischen der Autobahn und der Frontage-Road hin und her und tauscht Fahrzeuge per Verflechtung wie bei einem Kleeblatt aus. In dicht bebauten Gebieten vereint diese Bauform die Funktionalität eines Autobahnanschlusses mit Eigenschaften des Stadtverkehrs. Da die Fahrspur nicht endet, ist sie in der Regel nicht die Ursache von Stau. Auf ihr dürfen auch Fahrzeuge fahren, die nicht für die Autobahn zugelassen sind.
Frontage-Roads sind besonders in Texas verbreitet und dort beispielsweise am Katy Freeway in Houston zu finden, einem Teil der Interstate 10 und der US-90. In Utah wurden die ersten Frontage-Roads am Mountain View Corridor (SR-85) errichtet. In Deutschland wird diese Bauform nur ansatzweise verwendet und unpräzise als Parallelfahrbahn bezeichnet, wobei die nicht ausnahmslos eingehaltene maximale Anschlussstellendichte von zwei Kilometern gilt. Sonst werden Doppelanschlussstellen oder – wie bei der Anschlussstelle Schönefeld auf der A 113 – Entflechtungen wie bei einer Frontage-Road eingesetzt.

### Stadtautobahnen und überworfene Rampen
Ist eine Parallelfahrbahn vielspurig und Teil der Autobahn, bezeichnen amerikanische Verkehrsingenieure diese als englisch Local-Express-Lane (= Stadtautobahn). In diesem Fall sind nur für Autobahnen freigegebene Fahrzeuge zulässig. Zum Anschluss der beiden Autobahnen untereinander werden entweder wechselnde Spuren oder verflochtene Rampen (englisch Braided Ramps) eingesetzt. In den Niederlanden sind diese Überwerfungsbauwerke an den benachbarten Autobahnkreuzen Knooppunt Ypenburg und Knooppunt Prins Clausplein (52° 3′ 15″ N, 4° 21′ 54″ O, 52° 3′ 15″ N, 4° 22′ 3″ O) sowie am Knooppunt Ridderkerk (51° 52′ 17″ N, 4° 33′ 42″ O, 51° 52′ 12″ N, 4° 33′ 43″ O) zu finden. Die Trennung der jeweiligen Autobahnwege soll einen Stau der einen Autobahn nicht auf die andere übertragen.

### Commuter Road
Eine Commuter Road (Pendlerstrecke) ist eine mit Teilanschlussstellen versehene parallel zur Route verlaufende einspurige höhenfrei geführte Straße. Diese ist nur in Teilen eine Einbahnstraße. Ein Beispiel ist die Timpanogos Highway Commuter Lane, ein Teil der UT-SR-92 in Lehi im US-Bundesstaat Utah bei 40° 25′ 58″ N, 111° 51′ 54″ W. Sie ist bis auf die Form und Dichte der Anschlussstellen sowie die Zahl der Baulastträger in etwa vergleichbar mit der Bundesstraße 312 zwischen Filderstadt-Bonlanden und Aichtal. Die hohe Kapazität erreichen diese Straßen durch ihren höhenfreien Verlauf. Sie sind für die Fahrzeuge sehr wirtschaftlich, da nicht angehalten und wieder beschleunigt werden muss.

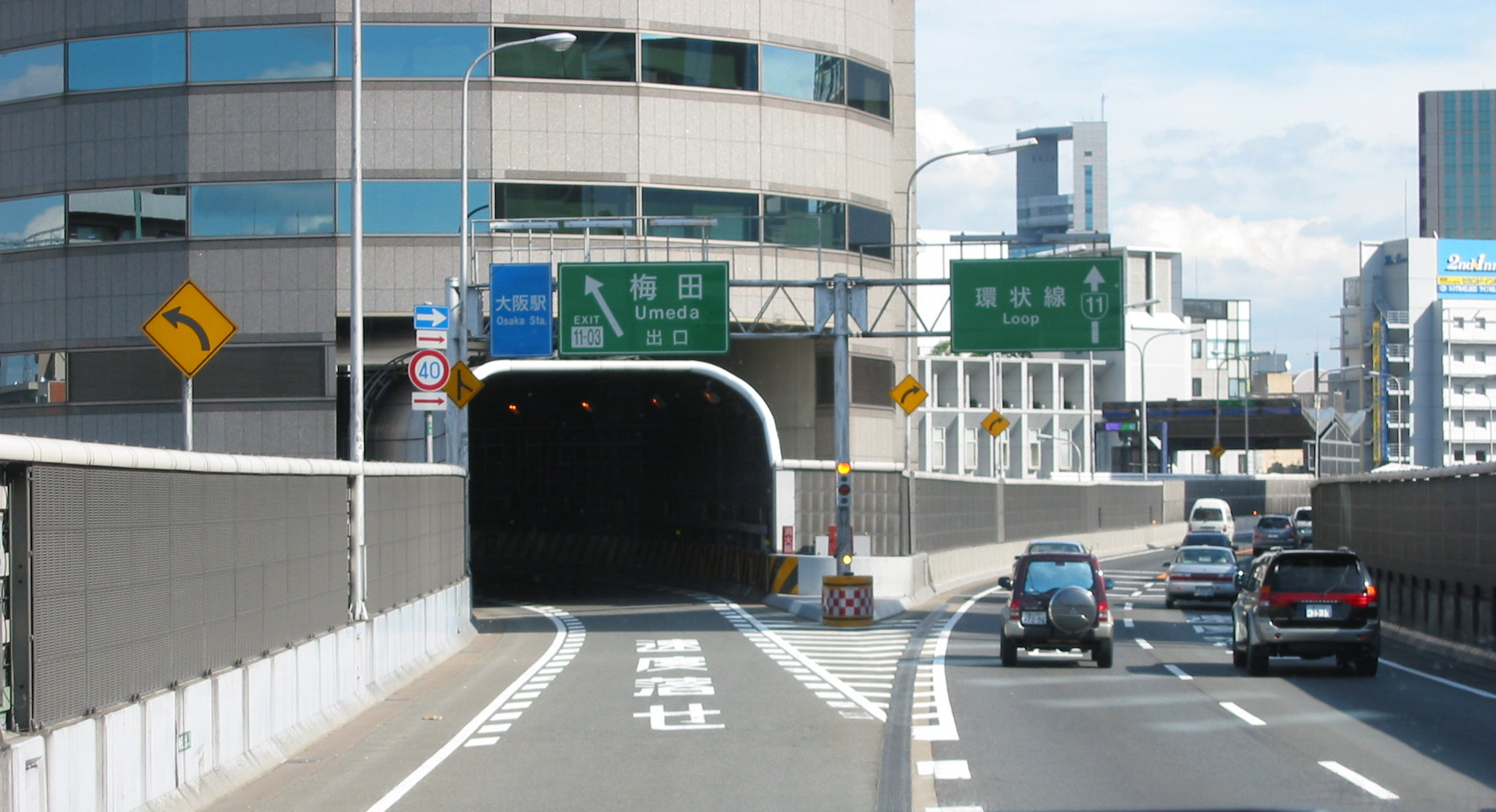
Die Rampe der Ausfahrt Umeda führt durch das Gate Tower Building
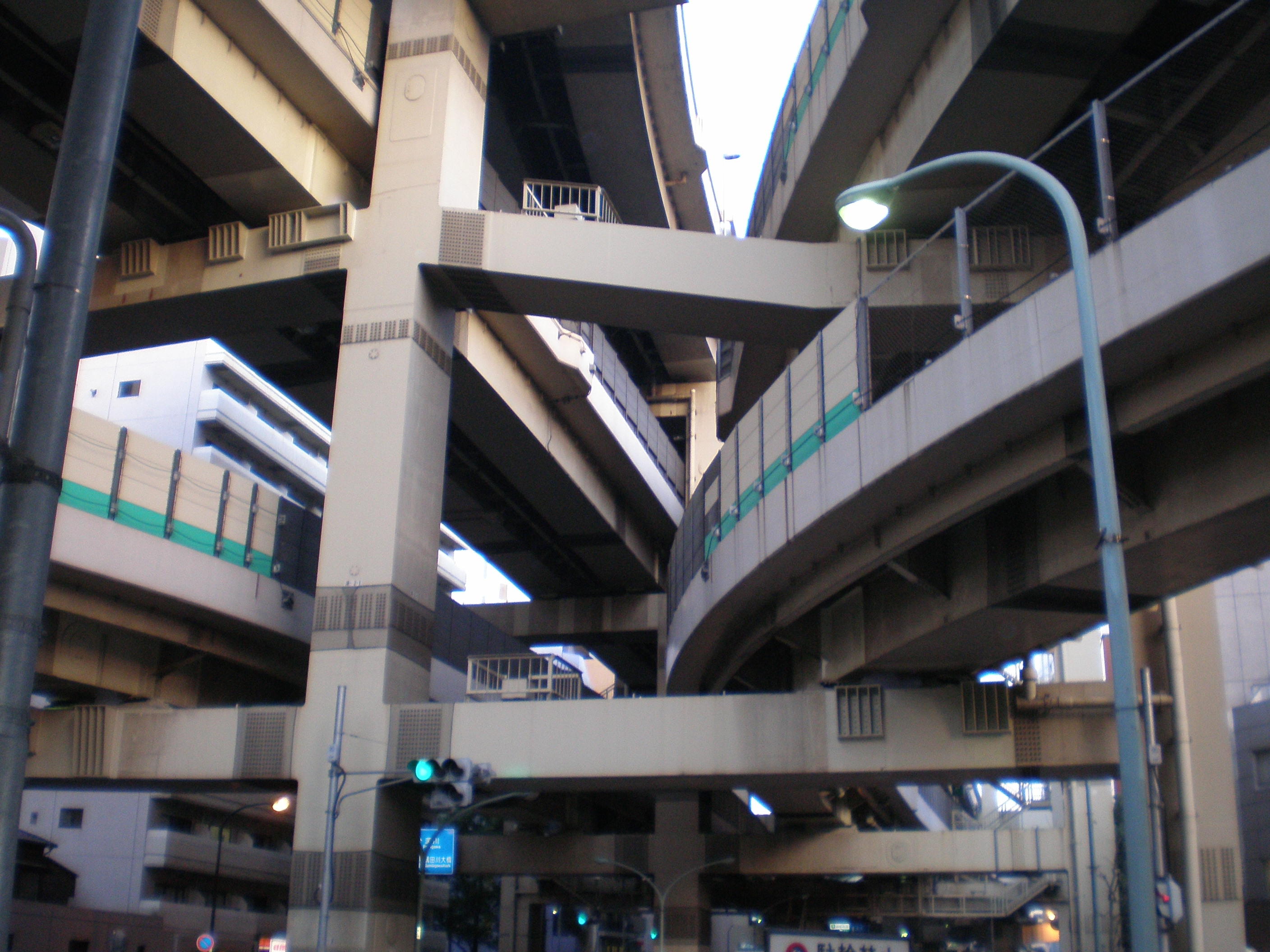
Hakozaki Interchange – Anschlussstelle an japanische Hochautobahnen
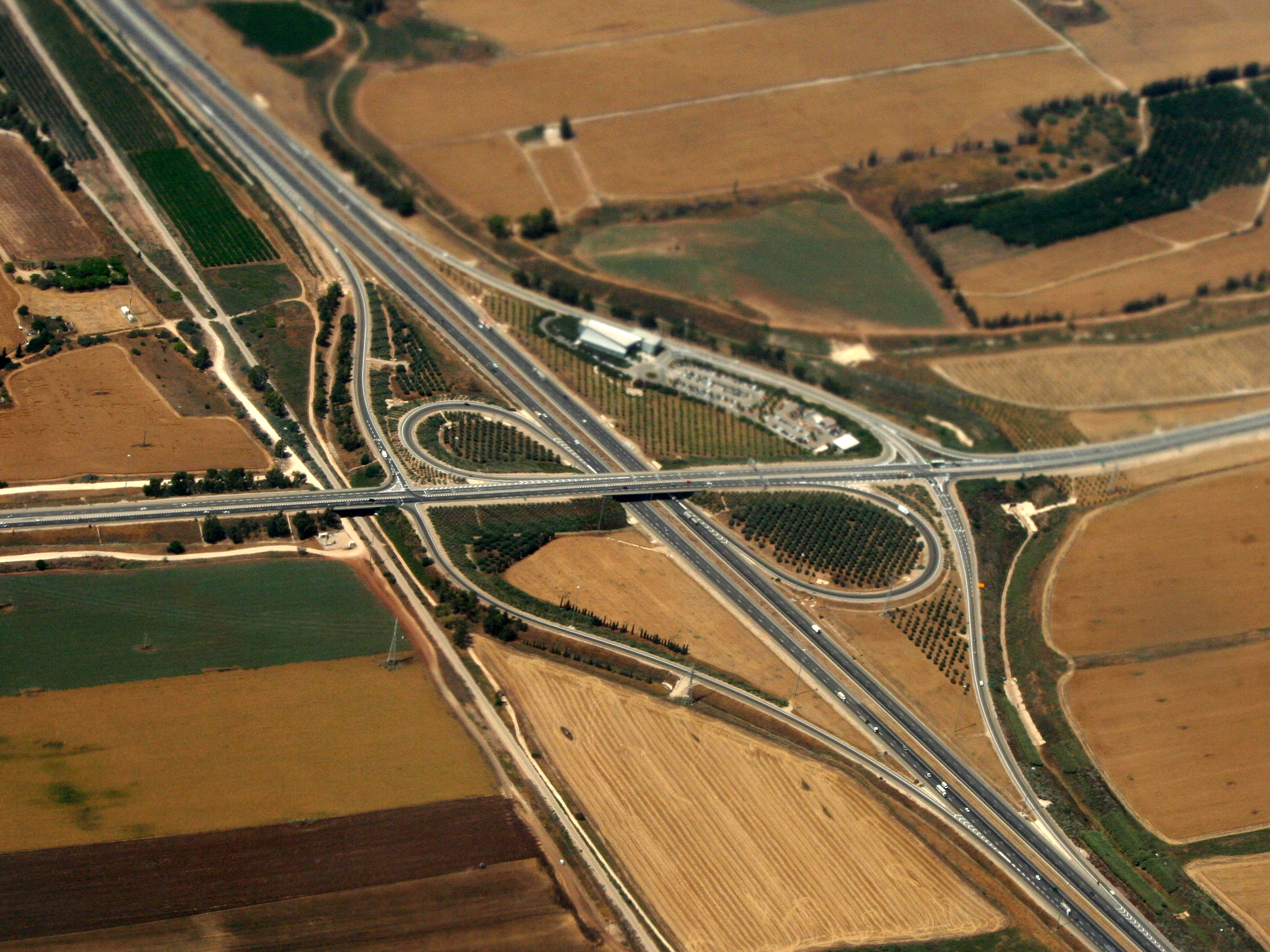
Nachshonim interchange im Jahr 2012 (eine ¾ in Israel)

## Sonderformen
Neben Anschlussstellen, die durchgehend für den öffentlichen Verkehr freigegeben sind, können Autobahnen oder Schnellstraßen auch über Anschlussstellen verfügen, die für Betriebs- oder Behelfszwecke verwendet werden.

### Teilanschluss/Halbanschluss
Unter Halbanschluss versteht man Anschlussstellen, die nicht alle möglichen Richtungen von Autobahn und Zubringer anbinden. Manchmal sind sie nahe mit einem Anschluss für die fehlenden Richtungen ergänzt. Zu den Teilanschlüssen gehören irreguläre Anschlüsse mit fehlender Ab- oder Zufahrt und alle Anschlüsse mit nur einer einzigen Ab- und/oder Zufahrt.

### Betriebsanschlussstelle
Eine Betriebsanschlussstelle (auch Betriebsrampe oder Betriebszu- bzw. -abfahrt) ermöglicht die Zu- und Abfahrt für Fahrzeuge der Autobahn- und Straßenmeistereien sowie des Feuerwehr-, Polizei- und Rettungsdienstes. Sie besitzt häufig keinen Verzögerungs- und Beschleunigungsstreifen, ist in der Regel nicht gesondert ausgeschildert und oftmals zusätzlich mit einer Absperreinrichtung (beispielsweise einer Schranke oder einem Tor) gegen unbefugte Benutzung gesichert. Betriebsanschlussstellen befinden sich überwiegend an Streckenabschnitten, bei denen die Abstände zwischen den regulären Anschlussstellen sehr groß sind oder sich besondere Einrichtungen (wie etwa Nebenanlagen oder Straßentunnel) befinden, die einen direkten Anschluss erfordern können. Auch einzelne Unternehmen sind bisweilen über eine Betriebsanschlussstelle angebunden, etwa das Verkehrssicherheitszentrum des TÜV Rheinland an der BAB 555 oder die Kreisdeponie Langenfeld-Immigrath an der BAB 542.

### Behelfsanschlussstelle
Als Behelfsanschlussstelle (auch Behelfsaus- bzw. -zufahrt) werden Anschlussstellen bezeichnet, die nur vorübergehend eingerichtet sind, nur im Bedarfsfall geöffnet werden und/oder nicht alle Anforderungen an reguläre Anschlussstellen erfüllen. In der Regel verfügen sie über Verzögerungs- bzw. Beschleunigungsstreifen und werden autobahnseitig oft durch Zeichen 332 mit der Beschriftung Behelfsausfahrt beschildert.
Temporäre Behelfsanschlussstellen können beispielsweise eingerichtet werden, wenn aufgrund einer Baustelle die reguläre Anschlussstelle nicht benutzt werden kann und der Weg zur nächsten regulären Anschlussstelle nicht zumutbar oder sinnvoll ist. Ferner können sie für den Transport von nicht anders zu transportierenden Großkomponenten wie Windkraftanlagen errichtet werden. Temporäre Behelfsanschlussstellen können sowohl durch bauliche Neuerrichtung als auch durch Nutzung von nicht für den allgemeinen Verkehr bestimmten Zufahrten (insbesondere Betriebsanschlussstellen) entstehen.
Des Weiteren gibt es dauerhaft bestehende Behelfsanschlussstellen. Zum Teil werden diese nur im Bedarfsfall geöffnet, etwa regelmäßig bei Großveranstaltungen in Stadien und Messen (z. B. die Bedarfsauffahrt Borussia-Park an der A 61 bzw. die Bedarfsausfahrt Frankfurt-Rebstock an der A 5) oder lagebedingt nach einem Unfall, um aufgestaute Fahrzeuge abzuleiten. Zur Freigabe und Sperrung dieser Anschlussstellen können unter anderem Wechselverkehrszeichen und Schranken eingesetzt werden.
Durchgehend geöffnete Bedarfsanschlussstellen erfüllen in der Regel die Funktion von regulären (Teil-)Anschlussstellen, weichen jedoch meist von den dafür geltenden Anforderungen ab, etwa durch geringere Kurvenradien oder kürzere Verzögerungsstreifen. So befindet sich am Ende des Albaufstiegs der A 8 zwischen Stuttgart und Ulm bei Hohenstadt eine als Behelfs-Ausfahrt (sic) beschilderte unvollständige Anschlussstelle, an der aus beiden Richtung ab-, aber nur in Richtung Stuttgart aufgefahren werden kann. Des Weiteren befindet sich dort eine Betriebsumfahrung, über die berechtigte Fahrzeuge aus Richtung München kommend auf die andere Richtungsfahrbahn wechseln können. Eine weitere als solche beschilderte Behelfsausfahrt findet sich an der A 98 bei Binzen in Fahrtrichtung Eimeldingen, die durch eine Auffahrt in entgegengesetzter Richtung zu einer Teilanschlussstelle ergänzt wird.
Keine Behelfsanschlussstellen im engeren Sinne, jedoch damit vergleichbar sind für den allgemeinen Verkehr bestimmte Zu- und Ausfahrten, die nicht durch Zeichen 332 oder 333 als solche ausgewiesen sind. So ermöglicht etwa die autobahnseitig nur durch Zeichen 365-55 (Autobahnhotel) ausgeschilderte, jedoch über das untergeordnete Wegenetz geführte Anbindung eines Autobahnhotels an der Autobahnraststätte Bruchsal die Zu- und Ausfahrt in beide Fahrtrichtungen.